# Episodi di Hercules (quinta stagione)
La quinta stagione della serie televisiva Hercules, composta da 22 episodi, è stata trasmessa per la prima volta negli Stati Uniti. Le fonti sono discordi sulle date di prima visione americana, infatti, secondo IMDb, Rotten Tomatoes e Metacritic gli episodi sono stati trasmessi in prima visione dal 28 settembre 1998 al 17 maggio 1999, mentre secondo The TVDB e TMDB gli episodi sono stati trasmessi in prima visione dal 3 ottobre 1998 al 22 maggio 1999.
| nº | Titolo originale                      | Titolo italiano                           | Prima TV USA      | Prima TV Italia |
| -- | ------------------------------------- | ----------------------------------------- | ----------------- | --------------- |
| 1  | Faith                                 | Hercules e il sacro calice                | 28 settembre 1998 |                 |
| 2  | Descent                               | Hercules contro il guardiano degli inferi | 5 ottobre 1998    |                 |
| 3  | Resurrection                          | Hercules e l'isola dei celti              | 12 ottobre 1998   |                 |
| 4  | Genies and Grecians and Geeks, Oh My! | Hercules e il genio della lampada         | 19 ottobre 1998   |                 |
| 5  | Render Unto Caesar                    | Hercules e la sconfitta di Cesare         | 26 ottobre 1998   |                 |
| 6  | Norse by Norsevest                    | Hercules e il libro del fato              | 2 novembre 1998   |                 |
| 7  | Somewhere Over the Rainbow Bridge     | Hercules e i colori magici                | 9 novembre 1998   |                 |
| 8  | Darkness Rising                       | Hercules e i sogni premonitori            | 16 novembre 1998  |                 |
| 9  | For Those of You Just Joining Us      | Cercasi nuova storia per Hercules         | 4 gennaio 1999    |                 |
| 10 | Let There be Light                    | Hercules contro il malvagio Dahak         | 11 gennaio 1999   |                 |
| 11 | Redemption                            | Hercules e la redenzione di Iolao         | 18 gennaio 1999   |                 |
| 12 | Sky High                              | Hercules e il vulcano                     | 25 gennaio 1999   |                 |
| 13 | Stranger and Stranger                 | Hercules e il ritorno al mondo parallelo  | 1º febbraio 1999  |                 |
| 14 | Just Passing Through                  | Hercules e il rubino della pantera        | 8 febbraio 1999   |                 |
| 15 | Greece is Burning                     | Hercules e la gara di moda                | 15 febbraio 1999  |                 |
| 16 | We'll Always Have Cyprus              | Hercules e l'oracolo                      | 22 febbraio 1999  |                 |
| 17 | The Academy                           | Hercules e l'accademia                    | 15 marzo 1999     |                 |
| 18 | Love on the Rocks                     | Hercules e la sirena                      | 19 aprile 1999    |                 |
| 19 | Once Upon a Future King               | Hercules, re Artù e Merlino               | 26 aprile 1999    |                 |
| 20 | Fade Out                              | Hercules e l'invisibilità                 | 3 maggio 1999     |                 |
| 21 | My Best Girl's Wedding                | Hercules e la promessa sposa              | 10 maggio 1999    |                 |
| 22 | Revelations                           | Hercules e i cavalieri dell'Apocalisse    | 17 maggio 1999    |                 |

## Hercules e il sacro calice
- Titolo originale: Faith
- Diretto da: Michael Hurst
- Scritto da: Alex Kurtzman, Roberto Orci

### Trama
Hercules e Iolao vengono avvicinati da un gruppo di sacerdoti venuti dalla Sumeria, sono lì per conto del loro re Gilgamesh, che desidera che Hercules venga in Sumeria per aiutarlo. I sacerdoti spiegano a Hercules che anche Gilgamesh, come lui, è un semidio, lui è il figlio di Ra, effettivamente Iolao resta sorpreso quando Hercules gli spiega che oltre agli Dei della Grecia esistono divinità anche in altri regni. Di recente gli Dei della Sumeria si sono rivoltati contro il popolo e Gilgamesh ha bisogno dell'aiuto di Hercules per fermarli. Iolao ritiene che accettare questa missione sia un errore dal momento che la Mesopotamia è un territorio per loro inesplorato, ma Hercules decide di aiutare Gilgamesh ritenendo che «è tempo di allargare i nostri orizzonti». Hercules e Iolao chiedono a Nebula di accompagnarli in Sumeria con la sua galea, ma quando i sacerdoti di Gilgamesh vedono Nebula si rivolgono a lei chiamandola "principessa" infatti Hercules e Iolao scoprono che Nebula è la sorellastra di Gilgamesh, abbandonò la Sumeria preferendo vivere come un pirata perché nella sua terra natale le donne non hanno la stessa parità di diritti degli uomini avendo preferito una vita all'insegna dell'avventura. Hercules, nel cuore della notte, sogna di dialogare con un'altra versione di lui che indossa un abito bianco che accusa Hercules di arroganza, facendogli notare che la moglie e i figli sono morti anche a causa sua dato che Hercules ha sempre consacrato la sua vita a combattere contro il male che egli ha sempre visto come un nemico esterno quando invece è semplicemente un impulso che si cela in ogni individuo, anche in lui. L'altro Hercules ha in mano uno strano pugnale da cerimonia, Hercules stringe la lama del pugnale con la sua mano destra ferendosi, per poi svegliarsi, vedendo che sulla propria mando destra c'è la stessa ferita che si è procurato nel sogno, un chiaro presagio, Hercules inizia a capire che aver accettato questo viaggio in Sumeria è stato probabilmente un errore. Una volta arrivati in Sumeria, Gilgamesh e Nebula si abbracciano, è da tanto che non si vedevano, ormai Gilgamesh ha perso sia la moglie che i figli, ciò lo ha portato a perdere la sua fede negli Dei della Sumeria che a quanto pare per punirlo ora si stanno accanendo contro il popolo. Gilgamesh ritiene che solo una cosa possa salvare la Sumeria, ovvero il Nettare degli Dei, Nebula racconta che secondo la leggenda le divinità sumere si nutrono del nettare per alimentare il proprio potere e che gli Dei decisero di digiunare per sette giorni in modo da conservare abbastanza nettare affinché esso rendesse la Sumeria un luogo abitabile. Attualmente il Nettare degli Dei si trova in un tempio e, se fosse preso, potrebbe ridare prosperità a tutta la Sumeria. Solo Hercules e Gilgamesh possono entrare nel tempio dato che l'accesso non è permesso a coloro che non hanno sangue divino. Intanto Nebula e Iolao cercano di riparare l'acquedotto, ma nessuno vuole aiutare Nebula, dato che secondo le leggi della Sumeria una donna non può svolgere il lavoro di un uomo. Nebula decide di andarsene, ma Iolao la rimprovera avendo capito che Nebula ama ancora la Sumeria, ma ha preferito rifugiarsi nella pirateria solo perché non ha mai trovato il coraggio di cambiare le leggi che tanto disprezza. Nebula, avendo capito che Iolao ha ragione, decide di lavorare per riparare l'acquedotto e i suoi sudditi, ammirando l'impegno che la loro principessa mette nel lavoro, decidono di aiutarla. Nebula e Iolao fanno l'amore, ormai lei ha deciso di rimanere in Sumeria, e anche se vorrebbe che Iolao restasse al suo fianco, non trova il coraggio di chiedergli di abbandonare Hercules. Tuttavia Iolao sembra prendere in considerazione la possibilità di restare con Nebula temendo che se la perdesse finirebbe col pentirsene. Intanto Hercules e Gilgamesh si addentrano nel tempio e dopo aver superato vari ostacoli trovano il Nettare degli Dei, ma Gilgamesh mostrando la sua vera natura si nutre del nettare ottenendo dei poteri paragonabili a quelli di un dio. Gilgamesh rivela a Hercules che quando perse la sua famiglia smarrendo la sua fede negli Dei decise di riporla in un'altra entità superiore che a suo dire gli diede conforto, ovvero Dahak (la stessa entità malvagia che aveva mosso le fila della trama della terza stagione di Xena - Principessa guerriera): le recenti sventure che si sono manifestate nella Sumeria sono una reazione alla battaglia che gli Dei stanno combattendo contro Dahak per impedirgli di accedere al mondo degli uomini, ma ora che Gilgamesh si è preso tutto il Nettare degli Dei le divinità sumere non avranno abbastanza potere da fermare l'avvento di Dahak. Hercules ha capito che era Dahak colui che gli era apparso in sogno, poi Gilgamesh lo lascia solo nel tempio. Gilgamesh raggiunge la dimora imperiale e dopo aver messo Iolao fuori combattimento, lui e i suoi sacerdoti (che si rivelano suoi complici) denudano Nebula con l'intento di ucciderla con il pugnale da cerimonia che Hercules aveva visto nel suo sogno. Infatti per far sì che Dahak raggiunga il mondo dei mortali bisogna dargli in sacrificio il cuore di un guerriero, e Gilgamesh ha deciso di offrire a Dahak il cuore di Nebula, deve solo affondare il pugnale nel cuore di sua sorella. Interviene Hercules che combatte contro Gilgamesh, mentre Iolao uccide il capo sacerdote e libera Nebula che gli confessa il suo amore. Gilgamesh con i suoi poteri lancia il pugnale da cerimonia contro Nebula in modo da trafiggerle il cuore e evocare Dahak, ma Iolao riesce a salvarla contrapponendosi tra lei e il pugnale che trafigge il cuore di Iolao, uccidendolo. Hercules sopraffatto dalla collera picchia violentemente Gilgamesh fino ad ucciderlo. Hercules e Nebula sono devastati dalla morte di Iolao, anche se Hercules ha salvato la Sumeria per lui è una magra consolazione avendo perso il suo migliore amico, affermando che Iolao era il suo eroe.
- Altri interpreti: Ross Duncan (Imara), Tony Todd (re Gilgamesh), James Gaylyn (abitante villaggio), Tyler Read (bambino).

## Hercules contro il guardiano degli inferi
- Titolo originale: Descent
- Diretto da: Richard Compton
- Scritto da: Lisa Klink

### Trama
Hercules non accetta la morte di Iolao al punto che si rifiuta di dare al suo corpo una sepoltura, non ha mai supplicato gli Dei ma implora le divinità della Sumeria di riportare in vita Iolao, la sua amicizia è tutto per lui, ma la sua supplica non viene ascoltata. Hercules ha deciso di riportarlo in vita, Nebula gli spiega che il confine con il regno dei morti si trova nel cuore della giungla, della foce del fiume Eufrate, però Nebula gli sconsiglia di farlo perché Iolao è morto come un eroe per ciò in cui credeva, riportarlo in vita toglierebbe importanza al suo nobile gesto. Hercules, ormai animato solo dalla rabbia e incapace di ragionare lucidamente, si addentra nella giungla, e lì incontra un'anziana donna che gli parla con parole ambigue consigliandogli di portare a termine il viaggio che lui ha appena intrapreso indipendentemente da quali saranno le conseguenze, la quale poi svanisce nel fumo. Hercules viene raggiunto da Nebula, accompagnata dai suoi sudditi e dai suoi marinai, la principessa sumera tenta di convincere Hercules a tornare indietro ma lui accusa Nebula di non comprendere quanto Iolao fosse importante per lui affermando che egli per Nebula era solo un amante. Nebula davanti al suo cinismo lo colpisce con un pugno, anche perché Iolao è il solo uomo che lei abbia mai amato. Hercules le porge le sue scuse, in ogni caso Nebula e suoi uomini decidono di accompagnarlo nel suo viaggio. Proseguendo nella giungla trovano un monolite dedicato agli Dei con inciso lo stesso simbolo che Hercules aveva visto sulla mano dell'anziana donna con cui prima aveva parlato, uno dei sudditi di Nebula gli spiega che quella donna è un messaggero degli Dei, appare unicamente a coloro il cui destino è segnato dalla sciagura. Hercules distrugge il monolite, arrivando a sfidare gli Dei. Danaeus, uno dei marinai di Nebula, si allontana dal gruppo e poi viene ritrovato morto. Proseguendo il cammino trovano una galea ormai distrutta, al suo interno ci sono dei morti-viventi tra cui Danaeus, il quale soffrendo supplica Nebula di ucciderlo, i morti-viventi attaccano Hercules e Nebula, ucciderli sembra impossibile, tra l'altro se feriscono qualcuno lo trasformano in un altro morto-vivente, Hercules scopre per puro caso che solo il fuoco può ucciderli quindi usando un liquido incendiario fa esplodere la galea eliminando i morti-viventi. Nebula dà ai suoi sudditi e ai suoi marinai il permesso di tornare indietro, lei e Hercules proseguiranno il viaggio da soli. Hercules ha capito che a trasformare quelle persone in morti-viventi è stata la divinità sumera Dumuzi, il guardiano del regno dei morti. Nebula durante la battaglia era stata ferita al braccio da un morto-vivente, è solo questione di poco e diventerà tale. Nebula fa promettere a Hercules che la ucciderà se dovesse trasformarsi, una volta raggiunto il tempio di Dumuzi, Hercules si addentra da solo. Hercules incontra Dumuzi il quale accusa Hercules di aver portato gli Dei della Sumeria alla rovina perché è stato lui ad aiutare Gilgamesh a rubare il Nettare degli Dei e senza di esso le divinità sumere hanno perso la loro principale fonte di sostentamento, infatti alcuni degli Dei della Sumeria sono morti, ma Hercules è indifferente affermando che il mondo senza gli Dei sarebbe un posto migliore. Dal momento che gli Dei della Sumeria non possono più alimentare il loro potere con il nettare Dumuzi ha iniziato a trasformare le persone in morti-viventi allo scopo di prendere possesso delle loro anime e usarle come nutrimento per le divinità sumere. Hercules chiede a Dumuzi di riportare in vita Iolao minacciando di ucciderlo in caso di rifiuto, ma Dumuzi gli spiega che ciò è impossibile: Iolao è morto prima che Dumuzi iniziasse a prendere possesso delle anime dei mortali come fonte di energia, non ha potere sullo spirito di Iolao perché ha già raggiunto l'oltretomba. Dumuzi accusa Hercules di essere un ipocrita perché egli afferma costantemente di odiare gli Dei ma la verità è che Hercules forte dei suoi atti di eroismo è diventato una figura venerata alla stregua di una divinità, e Iolao è morto perché ha preso il suo esempio, reputando Hercules il vero responsabile della sua morte. Dumuzi attacca Hercules, ciò che vuole è prendere possesso della sua anima che potrà rappresentare un'ottima fonte di potere per gli Dei della Sumeria, ormai Hercules rassegnato al fatto che Iolao non tornerà in vita, con tutta la sua rabbia pronuncia il nome dell'amico, la collera di Hercules alimenta la forza delle anime che Dumuzi aveva assorbito, che infatti riescono a liberarsi e Dumuzi muore non potendo più contare sulla loro energia, le anime trovano la pace volando via portando con loro il corpo di Dumuzi. Dato che la maledizione che stava per traformare Nebula in un morto-vivente era legata a Dumuzi, ora che quest'ultimo è morto lei adesso è fuori pericolo. Hercules accetta che a Iolao venga data una giusta sepoltura, adesso ha capito che la sua rabbia era dovuta alla consapevolezza che è stata colpa dei suoi comportamenti se Iolao è morto, ora non ha il coraggio di tornare in Grecia, ha bisogno di tempo per riflettere suo propri errori e cercare di diventare un uomo migliore. Nebula fa tenere presente a Hercules che lui ha liberato le anime che Dumuzi teneva prigioniere, aiutandole a trovare la pace. Nebula ha deciso di diventare la regnante della Sumeria, dando a Hercules la sua galea in modo che lui si rimetta in viaggio.
- Guest star: Gina Torres (Nebula).
- Altri interpreti: Antonio Te Maioha (Dumuzi).

## Hercules e l'isola dei celti
- Titolo originale: Resurrection
- Diretto da: Philip Sgriccia
- Scritto da: Roberto Orci, Alex Kurtzman

### Trama
Hercules è perseguitato dal ricordo della morte di Iolao, rinuncia a lottare contro le ingiustizie degli Dei, e dopo aver abbandonato la Sumeria con la galea, l'imbarcazione affronta una violente tempesta, ma Hercules non teme per la sua vita, iniziando a dare segni di follia, avrebbe preferito morire lui al posto di Iolao. Hercules sopravvive alla tempesta, e si ritrova in una spiaggia venendo accolto da una tribù celtica, loro sono devoti ai druidi che avevano predetto l'arrivo di Hercules nelle loro terre, infatti Hercules ora si trova in Irlanda. I celti hanno perso la fede nei loro Dei avendo scelto di concedere la loro devozioni ai druidi, i custodi delle virtù umane, proprio i druidi avevano preannunciato che Hercules, il prescelto, li avrebbe aiutati. Hercules, che ormai ha smesso di considerarsi un eroe, si rifiuta di concedere il proprio aiuto, ma i celti lo accompagnano da Mabon, il druido della conoscenza, che si presenta con le sembianze di un bambino, lui spiega a Hercules che gli Dei vogliono uccidere i druidi da loro ritenuti colpevoli di averli privati della fede dei celti, per questo hanno mandato la loro terribile emissaria Morrigan (la quale lavora per il dio Kernunnos) il suo compito è dare la caccia ai celti per farsi rivelare da loro dove stanare i druidi, fino ad ora nessuno tra i celti li ha traditi vista la devozione e la fede che ripongono in loro, tanto che Morrigan uccide i celti tutte le volte che loro non collaborano con lei. Mabon e i celti vogliono che Hercules sconfigga Morrigan, ma lui non vuole intromettersi in una faccenda che non lo riguarda, consigliando a Mabon di accettare le pretese di Morrigan senza opporre resistenza. Morrigan sfida Hercules davanti ai celti, quest'ultimo non ha nessuna intenzione di lottare ma non ha altra scelta dato che Morrigan lo attacca, lei si muove a una velocità incredibile, Hercules non riesce a starle dietro, totalmente indifeso dai suoi attacchi, infine Morrigan lo umilia battendolo con estrema facilità per poi andarsene via. Dopo questa sconfitta Hercules accetta di farsi guidare da Mabon che gli promette di aiutarlo a lenire il dolore per la perdita di Iolao, infatti anche se Hercules ha fatto degli errori Mabon gli ricorda che ha pure salvato molte vite, lo stesso Hercules ha sempre protetto l'umanità che di fatto è imperfetta e dunque deve imparare a essere più indulgente nei confronti dei propri sbagli. Hercules per battere Morrigan deve imparare a usare gli stessi poteri che ha lei, Mabon gli spiega che potrà ottenerli solo quando la sua mente si aprirà all'illuminazione. Mabon sottopone Hercules alla prima prova, ovvero catturare un cavallo il quale fugge correndo via, ma quando Hercules entra in sintonia con il cavallo riesce a prenderlo. Hercules si immerge in un lago e Mabon congela la superficie, Hercules è intrappolato nell'acqua e rischia di affogare ma poi trovando la serenità e la concentrazione, provando una sensazione a lui prima sconosciuta, esce dal lago oltrepassando la lastra di ghiaccio. Mabon conduce Hercules in una grotta e al suo interno trova Iolao, o per meglio la parte di lui che vive ancora nel cuore di Hercules, che comunque gli spiega che non rimpiange la propria morte perché combattere al fianco di Hercules era semplicemente ciò che lo rendeva felice. Morrigan e i suoi soldati catturano Mabon, ciò che vuole Morrigan è che lui la conduca dagli altri druidi, Mabon decide di portarla da loro senza opporre resistenza, mentre Hercules sconfigge i soldati di Morrigan. I druidi si manifestano a Morrigan che per un momento pare quasi affascinata dal loro potere, il capo dei druidi, ovvero il druido della giustizia, dà a Morrigan il permesso di ucciderlo (lui stesso aveva predetto che la sua morte stava per giungere) e Morrigan lo trafigge con una spada, ma poi accade qualcosa di strano: il corpo del druido si trasforma in pura energia che poi viene assorbita da Morrigan, quest'ultima non capisce cosa stia accadendo, e infatti i druidi le spiegano che adesso Morrigan è una di loro, ora è diventata il druido della giustizia. Morrigan si rifiuta di essere un druido, tenta poi di uccidere anche gli altri, ma interviene Hercules che avendo ora gli stessi poteri di Morrigan riesce a combattere a parità di forza con lei. Morrigan si scaglia contro Hercules che evita il suo attacco e Morrigan sbatte la testa contro una roccia perdendo i sensi. Hercules le risparmia la vita avendo capito che Morrigan era destinata a diventare il druido della giustizia, Mabon però spiega a Hercules che dovrà essere proprio lui a insegnare a Morrigan il valore della virtù, proprio come Mabon ha aiutato Hercules lui deve invece aiutare Morrigan a redimersi, infatti anche il druido che Morrigan ha ucciso aveva predetto che Hercules "da allievo deve diventare maestro". Hercules ha ritrovato la propria serenità e lo deve a Mabon ringraziandolo per quello che ha fatto per lui.
- Guest star: Tamara Gorski (Morrigan).
- Altri interpreti: Alistair Browning (Bronagh), Nicko Vella (Mabon), Stuart Devenie (Kernunnos).

## Hercules e il genio della lampada
- Titolo originale: Genies and Grecians and Geeks, Oh My!
- Diretto da: John Cameron
- Scritto da: Paul Robert Coyle

### Trama
Salmoneo cerca di vendere dei ritratti a un sultano che decide di acquistarli mettendo Salmoneo davanti a una scelta: può accettare l'oro che gli offre oppure entrare nella sua stanza dei tesori e prendere tutto quello che può entro lo scadere del tempo scandito dalla clessidra. Salmoneo sceglie la seconda offerta, ignaro che il sultano mira a ucciderlo tramite una delle trappole che si trova nella stanza. Contemporaneamente Autolico entra di nascosto nella stanza del tesoro per rubare una lampada, la stessa che anche Salmoneo vuole prendere per sé, e i due si mettono a litigare perché entrambi reclamano l'oggetto ma inavvertitamente finiscono per liberare dalla lampada il genio che vi dimora che appare con le sembianze di una donna. Il genio spiega ai due che colui che la libera dalla lampada ha diritto a tre desideri, ma dal momento che a liberarla sono stati tutti e due arriva con loro a un compromesso: un desiderio per entrambi e il terzo dovranno condividerlo. Gli uomini del sultano cercano di catturare Salmoneo e Autolico, ma i due scappano, intanto il genio spiega che i suoi desideri non devono interferire con l'ordine del mondo, di conseguenza un desiderio è valido solo per soddisfare un tornaconto personale. Autolico non è interessato a chiedere più ricchezze dato che lui ritiene più soddisfacente rubarle, inoltre mette in guardia Salmoneo perché conosce bene la brutta reputazione dei geni della lampada, è risaputo che i loro desideri nascondono sempre dei trabocchetti. Intanto gli uomini del sultano cercano nuovamente di catturare Autolico e Salmoneo, ma il genio con i suoi poteri li mette in salvo. Sia Autolico che Salmoneo decidono di approfittare dei desideri: Autolico chiede di diventare invisibile, mentre Salmoneo ammette che vorrebbe esplorare diversi aspetti della sua personalità, ad esempio diventando meno cinico e più innocente, ma contemporaneamente più forte e brutale. Il giorno dopo Autolico scopre di essere invisibile, solo Salmoneo riesce a vederlo, mentre altri due Salmoneo fanno la loro apparizione, uno forte e rude mentre l'altro candido con l'innocenza di un bambino. Autolico si reca nella fortezza del sultano per usare il potere dell'invisibilità in modo da rubargli i suoi tesori, ma poi scopre che non può toccarli, infatti il genio gli ha fatto anche dono dell'intangibilità. Il sultano fa catturare Salmoneo, inoltre prende possesso della lampada ora che ha scoperto che può evocare un genio in grado di esaudire i desideri, tuttavia il sultano non riesce a evocare il genio. Salmoneo ha capito che ciò è legato al terzo desiderio che lui e Autolico non hanno ancora espresso, finché non lo faranno il genio non potrà servire nessun altro. Il Salmoneo brutale entra nella fortezza e sconfigge le guardie del sultano, infine i tre Salmoneo, sotto la guida di Autolico, riescono a rubare la lampada. Autolico e Salmoneo chiedono al genio di annullare i loro precedenti desideri, in cambio rinunciano al terzo. Il genio esaudisce la loro richiesta e tutto torna alla normalità, ma poi il genio intrappola nella lampada sia Autolico che Salmoneo, infatti secondo le regole in caso di inadempienza del terzo desiderio coloro che evocano il genio diventano suoi prigionieri. Salmoneo e Autolico scoprono di non essere soli, lì ci sono altri uomini che in passato hanno espresso dei desideri al genio, ormai lei si diverte a tenerli tutti prigionieri, infatti tutte le volte fa in modo che i primi desideri creino problemi in modo che poi coloro che li esprimono rinuncino al terzo desiderio per rimediare ai primi due così da poterli intrappolare nella lampada. Gli uomini del sultano trovano la lampada e la ripongono nella stanza dei tesori, gli uomini imprigionati nella lampada seguendo le istruzioni di Autolico iniziano a correre da un estremo all'altro finché non fanno oscillare la lampada che cade per terra, liberando tutti coloro che vi erano intrappolati. Il sultano affronta Autolico ma muore cadendo in una botola. Il genio è in collera adesso che i suoi prigionieri sono liberi, lei voleva solo un po' di compagnia dato che si sente sola, il motivo per cui nessuno la sopporta è perché è troppo egocentrica. Autolico e Salmoneo, mettendosi d'accordo con tutti gli altri che il genio aveva ingannato, arrivano a una soluzione, il genio deve a tutti un terzo desiderio e quindi chiedono che lei possa rimanere nella lampada con una moltitudine dei suoi sosia a tenerle compagnia. Sia Autolico che Salmoneo vengono ringraziati da coloro che sono stati liberati dalla lampada dato che per merito di entrambi non sono più prigionieri.
- Guest star: Bruce Campbell (Autolico), Robert Trebor (Salmoneo), Paul Norell (Falafel).
- Altri interpreti: Hilary McMillan (Genio).

## Hercules e la sconfitta di Cesare
- Titolo originale: Render Unto Caesar
- Diretto da: John Laing
- Scritto da: Gene O'Neill, Noreen Tobin

### Trama
Hercules è convinto che Mabon non abbia avuto una buona idea a chiedergli di aiutare Morrigan a diventare un buon druido, Mabon spiega a Hercules che Morrigan è per metà umana e per metà divinità proprio come Hercules, lei traeva il suo potete dal sangue di Kernunnos che lui le faceva bere, ormai Morrigan ne era diventata dipendente, e infatti adesso che si astiene dell'abbeverarsi del sangue di Kernunnos sta iniziando a sentirsi debole. Anche se Hercules sta accudendo Morrigan, quest'ultima lo tratta con un atteggiamento livoroso. Bronagh, alla guida dei celti, chiede a Hercules di consegnargli Morrigan, il consiglio dei celti ha deciso di giustiziarla per punirla dei suoi crimini, ma Hercules gli spiega che ciò non è più possibile dal momento che ora Morrigan è un druido. Un uomo informa Hercules di aver avvistato delle navi che si stanno avvicinando alla costa, hanno tutte l'aria di essere galee da guerra, e sulle loro vele sono presenti quattro simboli. Sentendo queste parole Hercules intuisce quali sono i simboli e li disegna sul terreno con un bastone, l'uomo che ha avvistato quelle imbarcazioni infatti conferma i sospetti di Hercules dato che si tratta proprio dei quattro simboli visti sulle loro vele: SPQR, infatti si tratta della flotta dell'Impero Romano guidata da Giulio Cesare, il quale è lì per conquistare l'Irlanda. Kernunnos spiega a Morrigan che Cesare potrebbe tornargli utile perché se lui assediasse l'Irlanda e celti, presi dalla disperazione, tornerebbero a venerare le divinità irlandesi, di conseguenza è necessario che Morrigan aiuti Cesare a eliminare Hercules. Connor, uno dei celti, raggiunge la galea di Cesare offrendogli dell'oro come segno di pace, ma Cesare lo fa uccidere. Hercules e Morrigan trovano il cadavere di Connor sulla spiaggia, Cesare ha così mandato un forte messaggio di guerra, successivamente Hercules e Morrigan vedono un villaggio assediato dai legionari, hanno anche ucciso un bambino, persino Morrigan non riesce a rimanere indifferente davanti a una tale ingiustizia. Le galee romane cercano di approdare sulla spiaggia ma vengono distrutte da dei pali di legno che Hercules e i celti avevano posizionato, ben nascosti dall'acqua. Cesare, capendo che i celti sono pronti a combattere, trova tutto ciò esaltante. Cesare e i legionari stabiliscono un accampamento, Cesare riceve la visita di Morrigan la quale gli spiega che Hercules è pronto a combattere in difesa dei celti, Cesare conosce bene la sua fama ma non lo teme, Morrigan lo aiuta a tendere una trappola a Hercules e ai celti, ma in realtà Hercules sapendo che Morrigan avrebbe cercato di tradirlo ha approfittato dell'occasione per tendere un'imboscata ai legionari riuscendo a sconfiggerli con l'aiuto dei celti. Kernunnos offre il suo sangue a Morrigan ma Hercules le impedisce di abbeverarsi del sangue della crudele divinità, tentando di farle capire che lei in realtà sta molto meglio quando si astiene dal berlo. Anche dopo che Morrigan gli confessa di essere stata l'amante di Kernunnos, Hercules non capisce comunque per quale motivo Morrigan gli sia così devota, lei preferisce non rispondergli facendogli intendere di non avere altra scelta perché Kernunnos ha qualcosa da usare contro di lei. Hercules va nel tempio di Kernunnos intimandogli di lasciare in pace Morrigan, ma poi Hercules vede che Kernunnos è in compagnia di una bambina di nome Brigida, è la figlia di Kernunnos e Morrigan. Quest'ultima spiega a Hercules che è da tanto che non vede sua figlia, Kernunnos praticamente tiene la bambina come sua prigioniera per assicurarsi la fedeltà della madre. Morrigan va al tempio di Kernunnos e incontra Brigida, la piccola a stento riconosce sua madre, ma quando Morrigan intona la canzone che le cantava quando Brigida era più piccola, la bambina corre da sua madre abbracciandola. Morrigan non ha mai amato Kernunnos e gli chiede di restituirle la figlia, ma lui non intende accontentarla, addirittura cerca di far bere a Brigida il suo sangue venendo fermato da Morrigan. Ormai quest'ultima ha capito che per riavere sua figlia deve combattere, intanto i legionari affrontano i celti che possono contare sull'aiuto di Hercules e Morrigan, e nonostante siano in svantaggio numerico riescono a sconfiggere i legionari, anche perché Hercules sta usando i poteri che ha appreso da Mabon. Cesare, vedendo che i suoi soldati stanno perdendo lentamente la battaglia, ordina ai legionari di ritirarsi avendo capito che non può conquistare l'Irlanda. Kernunnos getta Brigida da un dirupo ma Hercules riesce a salvarla, poi affronta Kernussos sconfiggendolo. Quest'ultimo offre a Hercules la possibilità di allearsi con lui ritenendo che insieme potrebbero conquistare il mondo, ma Hercules preferisce ucciderlo, sennonché Morrigan gli impedisce di farlo non volendo che Hercules si renda colpevole di un omicidio a sangue freddo. Kernunnos cerca di attaccare Hercules, ma Morrigan gli lancia contro un'ascia che lo trafigge in pieno petto uccidendolo, il corpo di Kernunnos si disintegra. Cesare dà ordine allo scrivano sulla sua galea di non trascrivere nulla sulla sconfitta della sua legione contro i celti ritenendo che come imperatore di Roma il suo popolo perderebbe fiducia in lui come guida se si venisse a sapere che non è stato capace di conquistare una terra straniera, nessuno dovrà mai sapere che Cesare aveva tentato di conquistare l'Irlanda. Ma lo scrivano si rifiuta di accontentarlo ritenendo sbagliato non raccontare la verità che dovrebbe essere tramandata nella storia, a quel punto Cesare per punirlo lo getta in acqua. Bronagh premia Hercules regalandogli le vesti del capo del celti, mentre Morrigan può finalmente abbracciare Brigida, dal modo in cui Hercules la guarda è evidente che ormai si è innamorato di Morrigan.
- Guest star: Tamara Gorski (Morrigan).
- Altri interpreti: Nicko Vella (Mabon), Karl Urban (Gaio Giulio Cesare), Alistair Browning (Bronagh).

## Hercules e il libro del fato
- Titolo originale: Norse by Norsevest
- Diretto da: John Laing
- Scritto da: Paul Robert Coyle (soggetto), Gerry Conway (sceneggiatura)

### Trama
Hercules e Balder (una divinità della Scandinavia) fanno lo stesso sogno dove Hercules cerca di salvare Balder da delle armi che vengono scagliate addosso a quest'ultimo, poi entrambi si svegliano. Hercules non riesce a capire cosa rappresentasse quel sogno, Mabon gli spiega che essendo Hercules un essere superiore la sua percezione può anche trascendere l'intuizione, probabilmente quello che ha fatto era un sogno premonitore. Anche se Hercules era intento ad addestrare Morrigan per fare di lei un druido, decide di lasciare l'Irlanda, ritenendo che ormai Morrigan non ha più bisogno di lui, infatti Hercules avverte l'esigenza indagare a fondo su quel sogno e dunque parte con la galea per la Scandinavia. Mabon lo avverte: una volta lasciata l'Irlanda Hercules non potrà più usare i poteri che lui gli aveva insegnato a padroneggiare. Arrivato in Scandinavia Hercules per via di un malinteso litiga con alcuni uomini che sono sotto la protezione di Thor il dio del tuono, che con il suo martello colpisce Hercules, effettivamente Thor è sbalordito vedendo che Hercules è sopravvissuto al colpo del suo martello capendo che non è umano. Lo scontro tra i due viene interrotto da Balder, lui e Hercules non si sono mai conosciuti ma si riconoscono dal momento che avevano fatto il medesimo sogno. Hercules spiega a Balder che viene dalla Grecia, e che ora è giunto in Scandinavia per salvarlo. Hercules conosce la divinità Loki, lui, Balder e Thor sono i figli di Odino e Frigga i signori degli Dei nordici. Hercules vede Balder usare i suoi poteri per salvare un uomo che era in fin di vita, rimanendo piacevolmente sorpreso nell'apprendere che esistono divinità come Balder che hanno a cuore gli umani. Gli abitanti della Scandinavia sono rudi e brutali, Balder si sta prodigando per aiutarli a progredire. L'arrivo di Hercules ha creato agitazione tra le divinità nordiche dal momento che Hercules è della convinzione che Balder possa morire, infatti quest'ultimo rivela a Hercules che le divinità della Scandinavia, al contrario di quelle della Grecia, non sono immortali e dunque possono essere uccise. Frigga, dal momento che Balder è il più giovane tra i suoi figli, temendo per la sua vita, prega Odino di salvarlo, egli per amore della moglie fa un incantesimo a Balder in modo che nessuna arma, né mortale né divina, possa ucciderlo, ciò dovrebbe assicurare la sua incolumità. Loki, nella caverna di ghiaccio, incontra una misteriosa entità malvagia, che gli dà un dardo bagnandolo con il proprio sangue che ha lo stesso effetto del veleno. Loki convince Thor a mettere alla prova la nuova invulnerabilità di Balder in modo che quest'ultimo non debba più covare paura per la sua presunta e imminente morte, dunque Thor e i vichinghi gli lanciano contro tutte le loro armi (come nel sogno che Balder e Hercules avevano fatto) ma nessuna di loro riesce a ferirlo, il suo corpo è immune a ogni arma, nemmeno il martello di Thor riesce a nuocergli. Hercules trova comunque assurdo che Thor abbia cercato di mettere alla prova l'invincibilità del corpo di Balder ritenendo che avrebbe potuto rischiare di fargli del male, a quel punto sia Balder che Thor chiedono a Hercules di usare un'arma contro Balder così che pure lui possa constatare che niente può più ucciderlo. Loki si trasforma in una bambina e dà a Hercules il dardo avvelenato, Hercules lo usa per pungere la mano di Balder ignaro che era tutto organizzato da Loki per uccidere il fratello, infatti il veleno del dardo uccide Balder. Thor, adirato con Hercules, tenta di aggredirlo, ma Loki imprigiona Hercules in un blocco di pietra convincendo Thor a mettere momentaneamente da parte l'odio per Hercules ritenendo che ora la priorità è quella di portare il corpo di Balder dai loro genitori. Hercules si libera dal blocco di pietra e avendo capito che Loki ha manipolato la situazione per uccidere Balder, decide di raggiungere Asgard, il regno degli Dei nordici. Hercules attraversa il ponte arcobaleno dato che è il solo modo che un essere vivente ha per raggiungere Asgard da Midgard il mondo degli uomini. Frigga e Odino sono disperati per la morte di Balder, mentre Loki incoraggia Thor a uccidere Hercules ritenendolo il solo responsabile della morte del fratello, Thor quindi combatte contro Hercules mentre egli attraversava il ponte arcobaleno, e sebbene Thor in un primo momento fosse in vantaggio, Hercules riesce poi a sconfiggerlo. Odino, in reazione alla sconfitta di Thor, lo bandisce da Asgard. Odino spiega a Hercules che Norne, colei che con i suoi colori dà vita ai disegni del libro del fato (dove viene illustrata la storia della Scandinavia) tramite i suoi disegni aveva predetto che la fine degli Dei nordici sarebbe giunta con tre avvenimenti avvisagli della sventura, il primo era la morte di Balder e il secondo la sconfitta di Thor (questo è il motivo per cui Odino si è arrabbiato tanto con Thor che perdendo lo scontro con Hercules ha fatto avverare la seconda profezia). Odino si sta rassegnando al fatto che gli Dei nordici a breve si appresteranno ad affrontare la loro disfatta.
- Guest star: Tamara Gorski (Morrigan).
- Altri interpreti: Rupert Cocks (Balder), Ian Hughes (Loki), Ben Reed (Thor), Donogh Rees (Frigga).

## Hercules e i colori magici
- Titolo originale: Somewhere Over the Rainbow Bridge
- Diretto da: Michael Hurst
- Scritto da: Gerry Conway

### Trama
Odino racconta a Hercules che prima degli Dei ad abitare la Scandinavia erano i giganti di ghiaccio ma prima ancora non esisteva vita, era solo una landa desolata dove regnava il freddo e il gelo, è stato predetto che un giorno avrebbe fatto il suo avvento il Ragnarǫk che avrebbe sancito l'arrivo del ghiaccio eterno, esso avrebbe segnato la fine degli Dei della Scandinavia e probabilmente porterà anche l'umanità ad annichilirsi quasi completamente. Hercules rivela a Odino che è stato Loki a volere la morte di Balder, e infatti Odino non nega che la cosa non lo sorprende, aveva sempre intuito quanto Loki fosse malvagio. Odino racconta che tre avvenimenti avrebbero preceduto l'arrivo del Ragnarǫk, i primi due si sono già avverati, ciò la morte di Balder e la sconfitta di Thor, ma il terzo è un indovinello che afferma che "la luce si spegnerà." Frigga prega Hercules di aiutare Odino e Thor a riconciliarsi, vuole che quest'ultimo torni ad Asgard. Loki è incuriosito dalla forza maligna che lo sta aiutando, non riesce a capire che cosa ne ricaverebbe se il Ragnarǫk avvenisse, ma la forza maligna mette in chiaro che non è tenuta a dare a Loki delle spiegazioni dato che lo considera solo un servo. Loki fa forgiare da un fabbro una maschera di metallo e poi assume le sembianze di Norne donandola a Odino che quando la mette al viso viene privato della vista, infatti la maschera era stata fatta in modo che ustionasse il volto di Odino una volta che l'avrebbe indossata, e ora per via delle ustioni Odino perde la vista, facendo avverare la terza profezia, infatti la sua cecità equivale alla luce che si spegne. A Frigga le si spezza il cuore davanti al tradimento di Loki che accusa la madre di aver sempre amato Balder più di lui. Hercules cerca di convincere Thor a tornare ad Asgard ma lui ritiene che niente impedirà l'arrivo del Ragnarǫk. Loki dà fuoco a una casa e dunque Thor e Hercules salvano coloro che erano al suo interno che rischiavano di morire, ma nella confusione Loki uccide Thor usando contro di lui un dardo avvelenato simile a quello usato contro Balder. In punto di morte Thor afferma di non aver rimpianto di aver sacrificato la sua vita per salvare quelle persone dato che erano sotto la sua protezione, anche Odino ammette che è orgoglioso di lui. Norne spiega a Hercules che lei con i suoi colori dà forma ai disegni del libro del fato che rappresentano il presente e il passato, Hercules capisce quindi che non era stata Norne a disegnare gli avvenimenti che precedevano il Ragnarǫk dal momento che non erano ancora avvenuti, ora ha capito che è stato Loki a fare quei disegni perché i colori magici possono anche plasmare il destino tramite il libro del fato. Loki ora siede sul trono degli Dei nordici, venendo raggiunto da Hercules che gli mostra i colori che Loki ha usato, adesso ne è entrato in possesso. Loki sentendosi minacciato, va nella grotta di ghiaccio per chiedere aiuto alla misteriosa entità malvagia ma questa volta Loki non riceve aiuto. È proprio nella grotta di ghiaccio che Loki aveva nascosto i colori magici che Hercules afferma di aver trovato, ma inaspettatamente Loki li trova ancora lì: Hercules lo aveva ingannato facendogli credere di avergli rubato i colori in modo che Loki lo conducesse al suo nascondiglio, adesso che Hercules ha trovato i colori magici li prende e seguendo il consiglio di Norne li getta sulla pagina del libro del fato che raffigurava la morte di Balder in modo da cancellare quell'evento che si era già manifestato. Come risultato il tempo si riavvolge nell'istante in cui Loki, trasformato in una bambina, aveva consegnato a Hercules il dardo avvelenato da usare su Balder, ma questa volta Hercules smaschera Loki davanti a tutti, oltre a non usare il dardo avvelenato su Balder evitando così di ucciderlo. Thor cerca di uccidere Loki per punirlo del suo tradimento, ma Loki riesce a scappare via. Balder ringrazia Hercules per avergli salvato la vita, infine lui e Thor lo salutano e Hercules lascia la Scandinavia, e anche Norne gli porge i suoi saluti prima della sua partenza.
- Altri interpreti: Ian Hughes (Loki), Donogh Rees (Frigga), Ben Reed (Thor), Rupert Cocks (Balder), Peter McCauley (Odino), Denise Snoad (Hilda), Wade Jackson (Eric), Yvonne Lawley (Norn), Emily Hartley-Skudder (bambina), Thomas McIvor (guerriero curato), Ann Baxter (vecchia), Vadim Ledogorov (Blacksmith), Stephen Papps (l'Oscurità), Jonathan Muirhead (bambino).

## Hercules e i sogni premonitori
- Titolo originale: Darkness Rising
- Diretto da: Chris Long
- Scritto da: Lisa Klink

### Trama
Hercules torna in Irlanda mentre Morrigan sconfigge un gruppo di ladri che volevano derubare un mercante, ormai si è adeguata bene al ruolo del druido della giustizia. Anche se Bronagh all'inizio odiava Morrigan (colpevole di averle ucciso la sorella quando era una guerriera malvagia) ora impara a stimarla, anche perché lei e Hercules contribuiscono ai lavori di ricostruzione per rimediare alla devastazione che avevano causato i romani. Hercules spiega a Morrigan che intende tornare in Grecia, anche se lei cerca di convincerlo a restare al suo fianco in Irlanda, ormai è ovvio che i due si amano, persino Mabon prova a incoraggiare Hercules a concedersi un po' di genuina felicità insieme a Morrigan. Hercules trascorre una piacevole giornata con Morrigan e Brigida, infatti è come se fossero una famiglia. Morrigan racconta a Hercules che sua madre era una dea, fu lei a strapparla al padre quando Morrigan era solo una bambina, da allora non ha più rivisto suo padre, il quale probabilmente è morto. Ad un tratto si mette a piovere e dunque Hercules, Morrigan e Brigida trovano riparo in una grotta accendendo un fuoco, poi Hercules si addormenta e sogna un'entità malvagia (simile a quella che aveva dato a Loki il dardo avvelenato) che uccide i druidi, inoltre nel suo sogno vede anche Nebula. Quando Hercules si sveglia vede un'ombra oscura, è l'entità malvagia che aveva sognato, la quale intrappola Hercules e con lui anche Morrigan e Brigida nella grotta bloccando l'uscita, ma Hercules con i poteri appresi da Mabon si libera e poi corre dai druidi, vedendoli tutti uccisi, Mabon è gravemente ferito, rivela a Hercules che l'autore di tutto ciò è un essere di pura malvagità che viene da un altro mondo. Hercules ha capito che si tratta di Dahak, infine Mabon, ammettendo di avere paura di morire, esala l'ultimo respiro tra le braccia di Hercules. Quest'ultimo dà sepoltura ai druidi, Morrigan si sente in colpa per non aver aiutato di druidi, ma Hercules le spiega che il suo intervento non sarebbe servito a nulla, Dahak avrebbe ucciso pure lei. Morrigan chiede a Hercules come si fa a uccidere Dahak ma nemmeno lui sa darle una risposta dal momento che Dahak è persino più potente degli Dei. Hercules, memore che nel suo sogno c'era pure Nebula, capisce che lei è in pericolo, quindi decide di andare da lei in Sumeria, e sebbene all'inizio si opponesse accetta che Morrigan lo accompagni, mentre in sua assenza Bronagh e sua moglie si occuperanno di Brigida. Hercules e Morrigan raggiungono la Sumeria con la galea, e una volta a corte Agenor, il consigliere di Nebula, spiega a Hercules che da tempo Nebula è in preda al delirio, per non allarmare il popolo ha fatto in modo che nessuno sapesse dei suoi problemi mentali. Hercules parla con Nebula che gli rivela che dopo aver assunto il ruolo di regina della Sumeria, Iolao gli è apparso, vedendo nella figura dell'uomo che amava l'unica gioia nella sua vita, ma Iolao mostrava una natura perfida e maligna, ormai stava plagiando la mente di Nebula fino a ridurla quasi alla follia. Hercules va nel sepolcro dove il corpo di Iolao è rimasto custodito (in attesa che Hercules portasse le sue spoglie in Grecia). Hercules non trova il corpo di Iolao, ma poi quest'ultimo apparentemente vivo e vegeto, si presenta all'amico. Hercules capisce che quello che ha davanti non è Iolao ma Dahak, infatti gli spiega che per accedere al mondo degli uomini aveva bisogno che Gilgamesh pugnalasse il cuore di Nebula, infatti Dahak aveva bisogno che gli venisse dato in sacrificio il cuore di un guerriero, ma Gilgamesh non riuscì a pugnalare il cuore di Nebula dal momento che Iolao si sacrificò al posto della donna lasciando che fosse il proprio cuore a essere trafitto dal pugnale, tuttavia con il cuore di Iolao adesso Dahak ha ottenuto quello che voleva in quanto anche il suo era il cuore di un guerriero, adesso Dahak è riuscito ad accedere al mondo dei mortali prendendo possesso del corpo di Ioalo. Dahak si diverte a far arrabbiare Hercules affermando di essere il vero Iolao e che loro due ora sono un'unica entità. Dahak cerca di uccidere Nebula, Morrigan e Agenor trasformando il suo mantello in una lancia e scagliandola contro di loro, ma Hercules riesce a deviarla con uno scudo, successivamente Hercules colpisce Dahak con un pugno e poi inizia a strangolarlo, ma subito dopo molla la presa quando Dahak parla con la voce di Iolao. Dahak è compiaciuto constatando che Hercules non avrà mai il coraggio di fargli del male finché avrà il corpo di Iolao, infine Dahak scompare ma non prima di aver rivelato a Hercules che il suo obiettivo è la conquista della Grecia. Nebula lascia a Agenor il compito di governare sulla Sumeria in sua assenza, infatti Nebula decide di accompagnare Morrigan e Hercules in Grecia, tutti e tre sono determinati più che mai a sconfiggere Dahak.
- Guest star: Tamara Gorski (Morrigan), Gina Torres (Nebula).
- Altri interpreti: Nicko Vella (Mabon), Tony Hopkins (Agenor), Alistair Browning (Bronagh), Benedicta Joseph (Brigid), Terry Dale (mercante), Geoffrey Clarke (Avvisatore #1), Renee Brennan (Druido della Fede), Tony Bishop (Druido della Tolleranza).

## Cercasi nuova storia per Hercules
- Titolo originale: For Those of You Just Joining Us
- Diretto da: Bruce Campbell
- Scritto da: Alex Kurtzman, Roberto Orci

### Trama
Hercules nei panni di Kevin Sorbo (l'attore che lo interpreta nella serie TV) ha un bisticcio con Marte rifiutandosi di pagargli i diritti sulla serie, tra l'altro Marte è arrabbiato non sopportando che nella serie televisiva il suo sia un personaggio negativo. Il capo dello studio B.S. Hollingfoffer ordina ai produttori e agli sceneggiatori di riunirsi a Camp Wannachuck (un raduno per campeggiatori) per trovare nuove idee per la quinta stagione di Hercules, i produttori vengono raggiunti da Hercules che si spaccia per Sorbo. Per prima cosa i produttori ritengono che il modo migliore per aprire la quinta stagione sia la morte di Iolao, a quel punto Sorbo dà dei suggerimenti molto apprezzati su come dovrebbe essere la quinta stagione (tutte le idee proposte da Sorbo costituiscono la trama di quella che finora è stata la quinta stagione) a cominciare dalla morte di Iolao, che secondo Sorbo deve essere degna di un vero eroe, introducendo il personaggio di Gilgamesh, che si spaccia per un amico di Hercules ma poi lo tradisce tentando di evocare Dahak pugnalando la sorella Nebula che però viene salvata da Iolao che muore sacrificandosi. Sorbo suggerisce poi di spostare la trama degli eventi in Irlanda dove Hercules conosce Mabon e tramite gli insegnamenti di quest'ultimo ritrova la serentità perduta a causa del lutto di Iolao oltre ad aiutare Morrigan a redimersi liberandola dalla cattiva influenza di Kernunnos. Successivamente Sorbo propone un'avventura in Scandinavia dove Hercules conosce il dio Balder, una divinità con un cuore nobile e dedito ad aiutare i mortali, la cui figura è determinante nel percorso di Hercules da sempre abituato ad avere a che fare con Dei per natura egoisti, e dunque cerca di aiutare per la prima volta una divinità che meritava di essere salvata, impedendo che Loki facesse del male a Balder. Colei che dirige il campeggio, ovvero il capo-campeggiatore prende in ostaggio Sorbo e i produttori con l'intento di fare loro del male per ignoti motivi, e mentre sono tutti in ostaggio Sorbo continua a suggerire altre idee ad esempio il ritorno di Dahak: egli è stato evocato proprio dalla morte di Iolao che si era vanamente sacrificato per impedire l'avvento dell'essere malvagio che ora possiede il suo corpo, con Hercules che si vede costretto ad affrontare un nemico che ha le sembianze di quello che era il suo migliore amico, che adesso desidera conquistare la Grecia, con Hercules che si prepara ad affrontarlo con l'aiuto di Nebula e Morrigan perché quella contro Dahak sarà la battaglia più difficile della sua vita. La cuoca che lavora per il capo-campeggiatore la tradisce arrestandola in quanto era un agente sotto copertura, salvando Sorbo e i produttori, tra l'altro quella del capo-campeggiatore era una maschera, lei in realtà era B.S. Hillingfoffer che si era travestito da donna per sabotare la serie Hercules, fa poi la sua apparizione Marte che aveva promesso all'uomo un network tutto suo se fosse riuscito a cancellare la serie Hercules, infatti Marte odia il messaggio della serie per cui "il bene sconfigge il male". I produttori sono sconcertati nell'apprendere che Marte esiste per davvero, tanto che iniziano a sospettare che se Marte esiste realmente allora anche Hercules deve essere vero, infatti si fa strada tra di loro l'intuizione che Hercules è proprio Sorbo che però afferma di essere "solo un attore".
- Guest star: Michael Hurst (Paul), Hudson Leick (Liz Friedman), Kevin Smith (Jerry; Marte), Renee O'Connor (Sunny Day), Lisa Chappell (Melissa).
- Altri interpreti: Bruce Campbell (Rob Tapert), Tamara Gorski (Norma), Robert Trebor (B S Hollingfoffer).

## Hercules contro il malvagio Dahak
- Titolo originale: Let There be Light
- Diretto da: Robert Radler
- Scritto da: Gene O'Neill, Noreen Tobin

### Trama
Hercules, Morrigan e Nebula attraversano con la galea il Mar Mediterraneo per raggiungere la Grecia, per Hercules e Morrigan è sempre più difficile reprimere l'amore che provano l'uno per l'altra ma sanno che per ora la priorità è sconfiggere Dahak. Hercules ha paura temendo che la Grecia non sarà più la stessa al suo arrivo, e infatti quando lui, Nebula e Morrigan raggiungono Corinto vedono tra gli abitanti una sospettosa armonia, ormai Dahak spacciandosi per Iolao è diventato l'unica guida spirituale della Grecia, si è guadagnato la fedeltà di tutti diffondendo menzogne, ovvero che Hercules ha ucciso i druidi e che gli Dei della Grecia sono fuggiti perché temevano che Hercules volesse ucciderli, affermando di essersi nutrito dell'ambrosia per diventare la divinità della luce e portare la pace in Grecia. Tra l'altro Dahak ha eliminato la carestia e la siccità, oltre a guarire le malattie. Persino Livia, che era la migliore amica della madre di Hercules, preferisce avere più fiducia in colui che si spaccia per Iolao piuttosto che in Hercules. Quest'ultimo decide di andarsene insieme a Nebula e Morrigan preferendo non lottare contro Dahak evitando di sembrare una persona violenta e aggressiva. Dahak ordina ai suoi adepti di eliminare ogni forma di cultura filosofica. Hercules va a trovare Giasone che gli spiega che Dahak ha fatto profanare i templi degli Dei per trasformarli in luoghi di culto per lui, e che attraverso di essi è possibile parlare con Dahak. Hercules va in uno dei templi di Dahak, che infatti lo raggiunge, spiegando a Hercules che gli Dei della Grecia sono fuggiti prima che Dahak arrivasse, Hercules non intende permettergli di eliminare le divinità, infatti anche se Hercules non ha mai stimato gli Dei in ogni caso non ha mai desiderato la loro distruzione. Hercules non sopporta il tono confidenziale con cui Dahak si rivolge a lui perché, anche se Dahak continua a fingersi Iolao, sa benissimo che si è solo limitato a possedere il suo corpo. Hercules invoca il nome di Iolao che ad un tratto sembra prendere il sopravvento su Dahak, implorando Hercules di ucciderlo in modo da eliminare Dahak, ma Hercules non gli crede, ha capito che stava mentendo, infine Dahak scompare ma non prima di rivelare a Hercules che il suo obiettivo è quello di riportare il mondo al suo antico splendore, a un tempo antecedente al dominio degli Dei. Hercules spiega a Nebula e Morrigan che le parole di Dahak lo hanno insospettito, lui ha menzionato un tempo che risale a prima che gli Dei dominassero il mondo, e infatti prima degli Dei a dominare sul mondo erano i Titani, intuendo che loro forse conoscevano Dahak. Hercules si addentra in un vulcano al cui interno è sigillato il titano Mnemosine che emerge dal magma. Fu Giove a sigillare i Titani e quando Hercules si presenta come suo figlio Mnemosine tenta di ucciderlo ma poi si blocca quando Hercules pronuncia il nome di Dahak, confermando dunque che i Titani lo conoscevano. Mnemosine gli spiega che Dahak tentò di conquistare il mondo dichiarando guerra ai Titani, ma loro lo sconfissero, tuttavia per riuscirci dovettero dare pieno fondo a tutto il loro potere, e dunque Giove e gli Dei ne approfittarono per sconfiggere i Titani. Mnemosine coltiva ancora la speranza che i Titani torneranno liberi e che otterranno la loro vendetta contro Giove, ma ciò sarebbe inutile se Dahak dominasse il mondo, dunque odiando Dahak quanto Giove, spiega a Hercules che solo la luce riflessa dalla Pietra della Creazione può sopprimere la forza di Dahak. Nebula, che a quanto pare è ancora debole davanti all'amore che prova per Iolao, aiuta gli adepti di Dahak a rapire Morrigan e Giasone. Hercules conosce Zarathustra, il primo uomo che 1000 anni fa fece l'errore di giurare fedeltà a Dahak che poi sterminò la sua famiglia, rendendo Zarathustra immortale in modo che patisse per sempre il dolore della perdita dei suoi famigliari. Hercules non capisce per quale motivo Dahak voleva che prima lo uccidesse, Zarathustra gli spiega che a creare il mondo sono state due energie più antiche degli Dei e dei Titani: l'impulso della creazione e l'impulso della distruzione, essi coesistono in ogni forma esistenziale, da sempre si bilanciano ma tre avvenimenti hanno dato un maggior potere all'impulso della distruzione: l'avvento di Dahak nel mondo degli uomini dopo che ha preso possesso del corpo di Iolao, lo sterminio dei druidi a opera dello stesso Dahak e la morte degli Dei della Sumeria tra cui Dumuzi. Zarathustra spiega a Hercules che Dahak è semplicemente una manifestazione dell'impulso della distruzione, Hercules in quanto metà umano e metà divinità rappresenta le forze del bene ma se per eliminare Dahak uccidesse Iolao la cui anima è stata infettata dalla malvagità di Dahak, verrà dannata e ciò darebbe ancor più potere all'impulso della distruzione, e il mondo cadrebbe nel caos, tuttavia se non uccidono Iolao in ogni caso Dahak dominerebbe sull'umanità e in entrambi i casi vincerà. Hercules è della convinzione che esiste una possibilità per vincere: esorcizzare il corpo di Iolao dall'animo malvagio di Dahak. Giasone viene chiuso in una cella, ma fingendo il suicidio, riesce a liberarsi con astuzia e si unisce a Hercules e Zarathustra che intanto hanno trovano la Pietra della Creazione nella grotta dove era custodita. Ormai Dahak ha plagiato le menti dei suoi fedeli che obbediscono a tutti i suoi ordini, Nebula si offre di uccidere Morrigan davanti agli occhi di Dahak, ma in realtà era solo una messa in scena, infatti Morrigan e Nebula combattono contro i fedeli di Dahak venendo poi aiutate da Hercules, Giasone e Zarathustra che riescono a sconfiggerli, infine alla luce dell'alba la Pietra della Creazione riflette i raggi solari emanando una luce che proietta delle catene che immobilizzano Dahak, tuttavia al tramonto il potere della Pietra della Creazione non avrà più effetto su Dahak, quindi Hercules ha poco tempo per esorcizzarlo.
- Guest star: Michael Hurst (Dahak/Iolao), Tamara Gorski (Morrigan), Gina Torres (Nebula), Jeffrey Thomas (Giasone).
- Altri interpreti: George Henare (Zarathustra).

## Hercules e la redenzione di Iolao
- Titolo originale: Redemption
- Diretto da: Bruce Campbell
- Scritto da: Lisa Klink

### Trama
Dahak è ancora immobilizzato dalla luce riflessa della Pietra della Creazione, ma al tramonto la pietra non potrà tenere bloccato Dahak, dunque Hercules deve trovare il sistema di esorcizzarlo dal corpo di Iolao. Purtroppo Giasone è costretto ad allontanarsi dato che la sua mente è vulnerabile a Dahak che addirittura lo induce a procurarsi delle ferite alla propria mano sinistra. Dahak dà ordine ai suoi adepti di marciare, Zarathustra ha capito che vuole far uccidere una divinità in modo da trarre potere dalla sua morte, Hercules essendo consapevole che il potere degli Dei si è indebolito per colpa di Dahak intuisce che il suo obiettivo è Marte. Hercules, seguendo le istruzioni di Zarathustra, con un coltello incide un simbolo mistico sul torace di Iolao, nel punto in cui il pugnale di Gilgamesh lo aveva trafitto. Dahak fa leva sulla rabbia che Zarathustra prova per lui affermando che la sua famiglia è morta solo perché quest'ultimo non ha avuto il coraggio di accettare il potere che Dahak gli aveva offerto, addirittura Dahak proietta nella mente di Zarathustra l'immagine del figlio deceduto, e poi inizia a torturarlo, Hercules avrebbe potuto salvarle Zarathustra uccidendo Iolao e Dahak ma capendo che avrebbe solo ottenuto ciò che voleva quest'ultimo, si astiene dal farlo, e Zarathustra muore, ma in ogni caso è felice perché la sua immortalità era per lui solo una condanna, infine il corpo di Zarathustra diventa polvere. Nebula e Morrigan trovano Marte nel suo tempio, ormai ha perso quasi tutto il suo potere divino, le due guerriere lo mettono in salvo impedendo agli adepti di Dahak di ucciderlo. Quando Marte scopre che Hercules ha catturato Dahak, decide di cogliere l'occasione per uccidere il nemico anche a costo di eliminare pure Iolao. Intanto Dahak mostra a Hercules quello che successe a Iolao dopo che quest'ultimo morì, infatti non era sufficiente che il suo cuore gli venisse dato in sacrificio, era necessario che Iolao gli desse il suo consenso affinché Dahak prendesse possesso del suo corpo. Quando Iolao morì il suo spirito finì nell'oltretomba, e incontrò suo padre Skouros che affermava di essere orgoglioso di lui, ma Iolao capì che non poteva essere suo padre dal momento che quest'ultimo era nei Campi Elisi mentre Iolao non poteva raggiungerli dato che era morto in Sumeria e non in Grecia, infatti comprese che quello era Dahak, che poi per divertimento assunse le sembianze di Nebula e poi quelle di Hercules. Dahak gli propose di riportarlo in vita e inoltre gli avrebbe concesso i suoi poteri con i quali Iolao avrebbe reso il mondo un posto migliore, affermando che lui aveva sprecato la sua vita all'ombra di Hercules e che Iolao sarebbe stato dimenticato dalla storia, o nel migliore dei casi sarebbe stato ricordato solo per aver goduto della gloria riflessa di Hercules. Iolao più volte rifiutò l'offerta di Dahak, ma quest'ultimo gli fece notare che per seguire Hercules aveva rinunciato a trovare una donna con cui trascorrere la propria vita oltre al fatto che non ha mai avuto dei figli; Iolao non negò che stare con Hercules aveva comportato dei sacrifici ma non rimpiangeva il tempo trascorso con lui. Dahak mostrò a Iolao un uomo appeso a una corda che rischiava di cadere in fondo a uno strapiombo, diede a Iolao i suoi poteri e infatti quest'ultimo riuscì a salvarlo ma successivamente Dahak gli fece vedere il futuro: l'uomo che aveva salvato avrebbe poi ucciso una coppia di sposi e la loro figlia di sette anni per derubarli, quindi Iolao per evitare il crimine uccise l'uomo facendolo cadere nello strapiombo. Dahak gli fece notare che Iolao aveva ucciso l'uomo prima che compiesse il crimine, di fatto aveva tolto la vita a un uomo che era ancora innocente, affermando che il confine tra l'eroismo e l'infamia era sottile. Dahak indusse Iolao a credere che lo avrebbe riportato in vita permettendogli di usare i suoi poteri nel modo più giusto, facendogli notare che gli Dei non erano una degna guida per il mondo, affermando che Iolao avrebbe sconfitto Giunone senza problemi se avesse potuto usare il potere di Dahak, di conseguenza Iolao accettò di tornare in vita credendo ingenuamente che Dahak gli avrebbe permesso di usare i suoi poteri a fin di bene. Marte, spacciandosi per Dahak, induce gli adepti ad accanirsi contro Nebula e Morrigan, mentre lui tenta di uccidere Iolao, ma Hercules scaraventa Marte contro una parete mettendo in chiaro che è pronto a ucciderlo se oserà fare del male a Iolao. Hercules, convinto che Iolao sia ancora lì ad ascoltarlo, afferma che lui è un vero eroe, un uomo che Hercules ha sempre preso a modello. Dal simbolo che Hercules aveva inciso sul torace di Iolao, si viene a creare una crepa di luce che risucchia Hercules portandolo nell'oltretomba e lì incontra Iolao. Fa la sua comparsa Dahak, nella sua vera forma, un essere mostruoso, Hercules e Iolao lo affrontano ma Dahak è troppo forte, i due scappano ma si affacciano su un dirupo, lì ardono delle fiamme, infatti si tratta degli Inferi. Dahak attacca i due amici ma Iolao, con l'aiuto di Hercules, getta Dahak nel dirupo e viene inghiottito dagli Inferi e riesce così a esorcizzarlo dal suo corpo. Con Dahak confinato negli Inferi coloro che gli erano devoti non sono più sotto il suo controllo, mentre Marte riottiene i suoi poteri. Iolao si sente in colpa per aver permesso a Dahak di plagiarlo ma lo spirito di Zarathustra gli spiega che anche un uomo nobile può cedere alla tentazione, ma in ogni caso Iolao ha dimostrato di essere un servo delle forze del bene, infine Iolao e Zarathustra abbandonano il mondo dei vivi e trovano la pace, e Hercules vede il suo amico sparire con la consapevolezza che un giorno lo rivedrà. Hercules ritorna dall'oltretomba con Nebula e Morrigan ad accoglierlo, unendo le loro forze hanno vinto la battaglia.
- Guest star: Michael Hurst (Dahak/Iolao), Tamara Gorski (Morrigan), Kevin Smith (Marte), Gina Torres (Nebula), Jeffrey Thomas (Giasone).
- Altri interpreti: George Henare (Zarathustra), Daniel Logan (Zaylan).

## Hercules e il vulcano
- Titolo originale: Sky High
- Diretto da: John Laing
- Scritto da: Paul Robert Coyle

### Trama
Un vulcano è prossimo all'eruzione e quindi Hercules cerca di salvare gli abitanti del villaggio che si trova ai piedi del vulcano, gli abitanti fuggono ma non tutti si salveranno dato che l'imminente eruzione sta causando dei terremoti, e coloro che sono feriti non possono viaggiare. Hercules ritiene che il solo modo per contenere i danni sia quello di impedire che la lava raggiunga il villaggio. Hercules incontra Anfitea la quale gli porge le sue condoglianze per la morte di Iolao, poi Hercules le mostra i cristalli energetici che aveva prelevato da Atlantide prima che la città sprofondasse (Hercules e l'isola di Atlantide) non appena vengono esposti al colore, anche quello della luce solare, esplodono, è per questo che Hercules li custodisce all'interno di alcuni secchi d'acqua. Hercules spiega ad Anfitea che il suo piano è quello di scalare il vulcano e far esplodere i cristalli sulla fiancata opposta al villaggio, così la lava verrà deviata in direzione del mare, ma lui e Anfitea non possono trasportare i cristalli da soli, è necessario l'aiuto di altre persone. Tre abitanti del villaggio si offrono volontari, intanto Kurth, un uomo colpevole di essersi ubriacato uccidendo un centauro, sta per essere giustiziato, aveva già dei precedenti per ubriachezza molesta ma con una condanna per omicidio è stata emessa contro di lui la sentenza di morte. Hercules convince le autorità a posticipare il processo di Kurth in modo che quest'ultimo possa prendere parte alla spedizione dato che gli serve più aiuto possibile. Kurth decide di accettare l'offerta di Hercules ma in cambio dovrà essere prosciolto dall'accusa di omicidio, Hercules si rifiuta di accontentarlo, Kurth si è reso colpevole di omicidio e deve scontare la sua pena, al massimo gli promette che a missione conclusa deporrà a suo favore. Hercules mette ben in chiaro che non tutti sopravviveranno a questa missione. Hercules decide di trasportare i cristalli in tre carri diversi, ciascuno trainato da un cavallo, durante il tragitto dal sottosuolo fuoriescono dei violenti getti d'acqua, ciò è dovuto al calore del vulcano che riscaldando l'acqua sottostante fa in modo che fuoriesca, un membro della spedizione muore colpito da un getto d'acqua, facendo imbizzarrire uno dei cavalli che trascina uno dei carri che schiantandosi esplode per colpa dei cristalli, sia il cavallo che colui che trainava la carrozza muoiono nell'esplosione. Dei tre iniziali volontari ora è rimasto solo il giovane Linxus, intanto Kurth spiega a Hercules che uccise quel centauro per autodifesa, ma in ogni caso Hercules gli fa notare che se non si fosse ubriacato non lo avrebbe ucciso. Il centauro che Kurth aveva ucciso apparteneva a un gruppo di malviventi capeggiati da Opakus, il quale per vendicare il suo compagno decide di tendere un agguato a Kurth con l'aiuto dei suoi uomini e anche con quello di Nagus, quest'ultimo è un centauro nonché padre della vittima uccisa da Kurth. Anfitea parla con Linxus il quale le spiega che suo padre è un villico, Linxus desideroso di avere una vita più avventurosa e di dimostrare il proprio valore, ha voluto prendere parte a questa messione, ma Anfitea ha capito che Linxus ormai ha troppa paura di proseguire e dunque gli dà il permesso di andarsene. Opakus e i suoi uomini scagliano delle frecce con le loro balestre contro i carri, una freccia ferisce uno dei cavalli, mentre Kurth in sella al secondo cavallo, tenta di scappare ma Nagus gli impedisce di fuga mentre il cavallo corre fuggendo. Nagus non trova comunque il coraggio di uccidere Kurth, mentre Anfitea combatte contro Opakus e i suoi uomini mettendolo in fuga. Il cavallo ferito dalla freccia non è in cattive condizioni ma non può trainare il carro con dentro i cristalli, quindi Hercules chiede a Nagos di trainarlo lui, mentre Hercules, Anfitea e Kurth trasporteranno gli altri cristalli. Nagos ammette di non stimare Opakus e i suoi uomini, disapprovò che suo figlio si unì a loro, anche se l'idea di aiutare Kurth lo disgusta decide di accompagnarli nel viaggio. Gli uomini di Opakus decidono di voltargli le spalle, mentre lui è deciso a uccidere Kurth da solo, e tende un altro agguato al gruppo, cerca di uccidere Nagos che dovendo trainare il carro non può difendersi, e purtroppo mentre cerca di respingere Opakus il carro cade da un dirupo e i cristalli al suo interno esplodono. Hercules sconfigge Opakus con un pugno, adesso sono rimasti solo pochi cristalli. Nagos conosce la fama di Anfitea, sa che lei ha avuto un figlio da un centauro, lei perse il proprio compagno che venne ucciso, capisce il dolore di Nagos ma cerca di fargli comprendere che lui non odia veramente Kurth e che in realtà Nagos si ritiene responsabile della morte del figlio per non averlo protetto. Le parole di Anfitea non servono a nulla infatti anche quando Kurth si scusa con lui con umiltà, Nagos arriva ad affermare che solo la sua morte gli darebbe un po' di sollievo. Purtroppo Hercules è costretto a constatare che con i pochi cristalli che gli sono rimasti non riuscirebbe a distruggere la fiancata del vulcano posizionandoli all'esterno, per riuscirci bisognerebbe gettarli nel cratere. Nagos si mette a litigare con Hercules avendo capito che lui stesso vuole gettare i cristalli nel cratere sacrificando la propria vita dato che non avrebbe il tempo di fuggire quando l'eruzione si scatenerà, infatti Nagos non ha intenzione di permettergli di compiere questo sacrificio, ma Kurth mentre Hercules e Nagos sono intenti a litigare, prende i cristalli e una volta affacciato al cratere si getta nel magma insieme ai cristalli causando un'esplosione che distrugge la fiancata del vulcano direzionando la lava lontana dal villaggio mentre Hercules, Anfitea e Nagos fanno in tempo a mettersi in salvo. Kurth con il suo sacrificio ha salvato il villaggio, Nagos ammette di essersi sbagliato perché la morte di Kurth non gli ha dato nessuna soddisfazione, riconosce di essere stato un cattivo padre sentendosi in colpa ritenendo di aver spinto lui Kurth alla morte facendo leva sul suo senso di colpa. Hercules gli spiega che Kurth non è morto perché voleva riscattarsi agli occhi di Nagos ma perché desiderava la propria redenzione, infine Nagos confessa a Hercules che ora ha la forza di lasciarsi alle spalle l'odio che provava per Kurth e di averlo perdonato.
- Altri interpreti: Danielle Cormack (Ephiny), Jonno Roberts (Kurth), James Gaylyn (Nagus).

## Hercules e il ritorno al mondo parallelo
- Titolo originale: Stranger and Stranger
- Diretto da: Bruce Campbell
- Scritto da: Paul Robert Coyle

### Trama
Una tempesta molto violenta si sta abbattendo e Hercules vede ad un tratto aprirsi un portale dimensionale, capisce che probabilmente conduce nella dimensione dove la sua controparte malvagia era stata sigillata (Hercules e il sangue della Cerva d'Oro) e dunque lo attraversa, insieme alla sua controparte crudele c'è anche lo Iolao dell'altra dimensione, quest'ultimo gli spiega che dopo che l'Hercules malvagio era rimasto intrappolato lì, la Nebula della sua dimensione ha preso il suo posto come monarca rivelandosi ancora più spietata dell'Hercules crudele, quindi Iolao è fuggito dalla sua dimensione trovando un varco che lo ha condotto nel mondo che si trova tra le due dimensioni. Hercules è sorpreso dato che quando una persona muore anche la controparte della dimensione gemella fa la medesima fine, infatti Iolao sarebbe dovuto morire dato che lo Iolao del suo mondo è deceduto, Hercules intuisce che ciò è dovuto al fatto che Iolao è morto quando la sua controparte si trovava in questa dimensione neutrale che infatti gli ha impedito di morire insieme all'altro Iolao. Hercuels e Iolao attraversano il portale che li conduce del regno parallelo da dove viene quest'ultimo, Nebula è una regina spietata che costringe i suoi prigionieri a divertirla, se non lo fanno pena la morte. Quando Marte scopre che Hercules ha attraversato il portale, decide di attraversarlo anche lui finendo nella dimensione che si trova in mezzo ai due mondi, e lì incontra l'Hercules malvagio e lo affronta uccidendolo con un pugnale. Hercules non muore dato che la sua controparte è deceduta nella dimensione neutrale tra i due mondi, ma percepisce la sua morte. Il Marte di questo mondo, il dio dell'amore, spiega a Hercules che la sua versione dell'altra realtà, il dio della guerra, è diventato l'amante di Nebula. Hercules vuole vederci chiaro, e dato che l'Hercules di questo mondo e Nebula erano amanti, si spaccia per lui in modo che Nebula gli riveli quello che sta succedendo: Nebula, ignara che quello che ha davanti non è l'Hercules che conosce, gli spiega che gli Dei dell'Olimpo sono giunti in questa dimensione per fuggire (si sentivano minacciati dall'arrivo di Dahak in Grecia) ma che Marte, il dio della guerra, li ha traditi rinchiudendoli in un labirinto. Hercules ha capito che la tempesta che si era scatenata era la conseguenza di una mancanza di equilibrio tra le due dimensione in quanto la sua adesso è senza divinità, a eccezione di Marte, che ha tradito gli altri Dei imprigionandoli in questa dimensione in modo da essere l'unico dio regnante del suo mondo. Iolao conduce Hercules nel Labirinto della Memoria Eterna, e lì che Marte ha imprigionato gli Dei, venne costruito per l'Hercules malvagio da suo padre, il Giove di questo mondo. Quando Marte giunge nell'altra dimensione spiega a Nebula che l'Hercules dell'altro mondo si è spacciato per la sua controparte, anche se Marte è l'amante di Nebula quest'ultima è un po' irritata dal momento che lui ha ucciso l'altro Hercules a cui era un po' affezionata. Marte, il dio dell'amore, su richiesta di Hercules usa il potere dell'amore sulla sua controparte e su Nabula in modo che travolti dalla passione perdano un po' di tempo così Hercules e Iolao possano trovare gli Dei nel labirinto. Nel Labirinto della Memoria Eterna Hercules e Iolao affrontano un serpente gigante ma riescono a fuggire in tempo, Iolao confessa a Hercules che quando Nebula prese il potere lui tentò di guidare la resistenza ma i suoi compagni vennero sconfitti e lui scappo nella dimensione dove l'Hercules malvagio venne vincolato. Ad un tratto delle sabbie mobili iniziano a inghiottire sia Iolao che Hercules, quest'ultimo capisce che si tratta del potere del labirinto che proietta l'angoscia di Iolao, ma Hercules lo convince a concentrarsi su un pensiero positivo che possa dargli speranza e infatti le sabbie mobili spariscono. I due trovano una sfera, è lì che sono sigillate le divinità, Hercules e Iolao cercano di fuggire ma a causa del labirinto indipendentemente dal percorso che imboccano finiscono sempre al punto di partenza. Arrivano poi Marte e Nebula, quest'ultima punta un coltello alla gola di Iolao mentre Marte combatte contro Hercules riuscendo in un primo momento a sopraffarlo, ma poi Hercules con astuzia usa il potere del labirinto a suo vantaggio sconfiggendo sia Nebula che Marte. Hercules distrugge la sfera liberando gli Dei, tenendo presente che gli devono un favore, gli Dei mostrano a Hercules e Iolao la strada per uscire dal labirinto, infine catturano Nebula così da porre fine al suo impero del terrore. Marte tiene a puntualizzare che ha ucciso l'altro Hercules e che dunque nulla gli impedisce in futuro di uccidere pure l'altro. Iolao ha capito che nel suo mondo non ha più niente che lo trattiene, confessando a Hercules che per contrastare le sabbie mobili l'unico pensiero che gli dava speranza era la possibilità di costruirsi una vita migliore al suo fianco, e dunque Hercules accetta di portarlo con sé nel suo mondo, così Hercules e Iolao attraversano insieme il portale dimensionale.
- Guest star: Kevin Smith (Marte; Marte, Dio dell'Amore), Michael Hurst (Iolao 2).
- Altri interpreti: Gina Torres (Nebula 2), Paul Norell (Falafel 2).

## Hercules e il rubino della pantera
- Titolo originale: Just Passing Through
- Diretto da: Charles Siebert
- Scritto da: Gene O'Neill, Noreen Tobin

### Trama
Per Hercules non è ancora facile accettare Iolao nella sua vita dato che la sua vicinanza gli ricorda il defunto amico, Iolao gli propone di prendere due strade diverse, sentendo di non poter competere con il ricordo della sua controparte preferisce distanziarsi da Hercules. Quest'ultimo gli spiega che non è sua intenzione costringerlo a essere uguale all'altro Iolao, tra l'altro scopre che ha delle qualità inaspettate: Iolao è un promettente inventore. Hercules gli chiede di seguirlo, vuole portarlo in un posto che per lui significa tanto, e nel frattempo desidera raccontargli una delle avventure che aveva vissuto con il defunto Iolao in modo da spiegargli ogni sfumatura del loro rapporto, perché quella che li univa non era un'amicizia perfetta, Iolao a volte sentiva il peso di dover vivere nell'ombra di Hercules (proprio come adesso Iolao sente di dover vivere all'ombra della sua controparte deceduta) ma ciò che rendeva speciale la loro amicizia è che ciascuno dei due accettava l'altro per quello che era. Tutto ebbe inizio quando un ladro rubò un rubino dalla statua di una pantera che era esposta in un museo, quando Iolao e Hercules vennero a sapere del furto quest'ultimo non tardò a capire che a rubare il rubino era stato Autolico, quindi Iolao e Hercules lo trovarono riuscendo a tendergli una trappola ma quando lo perquisirono non trovarono il rubino, capendo che Autolico lo aveva inghiottito. Hercules spiegò ad Autolico che il rubino ha una maledizione: se esso viene prelevato dalla statua della pantera essa prende vita finché non ritroverà il rubino che le appartiene, quindi a breve la statua della pantera si sarebbe animata dando la caccia ad Autolico che non aveva altra scelta che trovare il sistema di restituire alla pantera il rubino. Quando la pantera prese vita Hercules tentò di intrappolarla in una rete di metallo che gli era stata data da Vulcano, ma fu Autolico a rimanere bloccato nella rete, e quando si liberò cadendo per terra il rubino, ancora nel suo stomaco riemerse fin dentro la sua gola e Iolao lo aiutò a sputarlo fuori, e infine Hercules lanciò il rubino contro la pantera incastonandolo sulla sua fronte e la pantera tornò a essere una statua inanimata. Concluso il racconto Hercules porta Iolao nella tomba del defunto amico capendo che è arrivato il momento di lasciarsi alle spalle il suo ricordo, Iolao ammette che il suo disagio è dovuto al fatto che non sente di meritare la fortuna di avere un amico come Hercules e questo lo ha portato a credere che doveva competere con l'altro Iolao ma ora ha capito che anche se non potrà mai rimpiazzarlo desidera proseguire il suo cammino al fianco di Hercules.
- Guest star: Michael Hurst (Iolao 2), Bruce Campbell (Autolico), Paul Norell (Falafel).

## Hercules e la gara di moda
- Titolo originale: Greece is Burning
- Diretto da: Michael Hurst
- Scritto da: Andrew Landis, Julia Swift

### Trama
Althea ormai si dedica all'abbigliamento ma durante una cerimonia per esibire gli abiti che lei stessa aveva preparato, commette un errore e tutta l'esibizione viene rovinata, con Oena (la sua acerrima rivale) che le promette che non avrà mai un futuro nell'abbigliamento. Da allora è trascorso un anno, Verminhaven ha ottenuto il potere arbitrale sulle regole dell'abbigliamento che tutti dovranno rispettare, pronto a punire coloro che trasgrediscono. Inoltre ha stabilito chi saranno i patrocinanti dell'abbigliamento della Grecia, e Althea non è stata selezionata quindi i vestiti da lei preparati non avranno l'occasione di essere esibiti. L'unico amico di Althea che è dalla sua parte è Titus. Hercules, su richiesta del padre di Althea che era preoccupato per lei, va a trovarla, vorrebbe darle una mano come aveva già fatto in passato alla gara di ballo (Hercules e la danzatrice) infatti le propone di mostrare i suoi vestiti in un'esibizione privata. Hercules chiede aiuto a Twanky scoprendo che la sua accademia di danza è fallita, quando le chiede quello che è successo Twanky preferisce non dargli nessuna spiegazione. Oena, seguendo il consiglio di Verminhaven, si finge amica di Althea in modo da trascorrere del tempo con lei, allontanandola dal deposito dove Althea custodiva i suoi abiti e i disegni, dove poi gli uomini di Verminhaven appiccano un fuoco. Hercules salva Althea che era entrata nel deposito tentando vanamente di salvare i disegni e gli abiti. Hercules minaccia pesantemente Verminhaven intimandogli di non dare più fastidio ad Althea. Quest'ultima scopre che dietro all'incendio ci sono Oena e Verminhaven vedendo che sono in possesso dei tessuti che lei voleva usare sui propri vestiti, oltre al fatto che stanno preparando gli abiti che lei aveva disegnato, ma non può provarlo dal momento che i disegni originali sono stati bruciati nell'incendio. I sabotaggi di Verminhaven non finiscono, dato che nessun auditorio è disponibile per l'esibizione, Hercules, Twanky, Titus e Althea stavano preparando un palco per l'evento ma gli uomini di Verminhaven lo fanno bruciare. Twanky decide allora di usare la sua vecchia scuola di ballo come sede dell'evento, tra l'altro Titus conservava ancora i disegni di Althea. Twanky confessa a Hercules che era stato Verminhaven a mandarla in rovina: voleva sedurla ma lei lo rifiutò, e quindi per vendicarsi fece fallire l'accademia di danza. Finalmente Althea esibisce i suoi abiti con i presenti affascinati dalle sue creazioni, con Hercules che ricopre il ruolo di "modello". Oena e Verminhaven non accettano che gli abiti di Althea ricevano tanto successo, quindi manda i suoi soldati ad attaccare Hercules che li sconfigge facilmente, poi con le cattive costringe Verminhaven a lasciare in pace Althea facendo capire a tutti che è giusto avere una propria opinione sull'abbigliamento, ma Verminhaven ha sbagliato perché ha cercato di trasformare la sua opinione in legge mentre Althea ha avuto il coraggio di ricordare a tutti che l'abbigliamento è anche libertà di espressione, infine Althea si gode il meritato successo.
- Altri interpreti: Geoffrey Dolan (Poliziotto Fashion), Willa O'Neill (Althea), Stuart Devenie (Conte Von Verminhaven), Jay Saussey (Oena), Brett Stewart (Titus), Michael Hurst (Twanky).

## Hercules e l'oracolo
- Titolo originale: We'll Always Have Cyprus
- Diretto da: Garth Maxwell
- Scritto da: Stephanie Meyer (soggetto) (accreditata come Stephanie C. Meyer), Roberto Orci (sceneggiatura), Alex Kurtzman (sceneggiatura)

### Trama
In un cimitero un becchino sotterra un cadavere e trova per terra un anello di fidanzamento e in quel momento la donna a cui apparteneva, la defunta Havisha, ritorna in vita invocando il nome del suo amato Drayus. Mentre Hercules è in una taverna a divertirsi con Giasone, quest'ultimo non può fare a meno di domandargli che cosa successe tra lui e Morrigan dal momento che già da un po' di tempo si sono separati, Hercules non sembra voler parlare di lei. Ad un tratto arriva una donna da Cipro che chiede l'aiuto di Hercules, in seguito alla resurrezione di Havisha l'Oracolo ha predetto la propria morte per mano della risorta, lei non vuole opporsi al proprio fato ma le sacerdotesse della congregazione non possono accettare passivamente la morte dell'Oracolo senza provare a salvarla. Hercules e Giasone decidono di andare a Cipro, ma poi arriva Morrigan, la quale desidera parlare con Hercules, lui però non sembra gradire la sua compagnia. Giasone cambia idea decidendo di non prendere parte alla missione, lasciandosi sostituire da Morrigan, chiaramente con l'intento di fa sì che lei e Hercules possano stare un po' insieme. Morrigan accetta di partire per Cipro con Hercules, intanto Havisha incontra un brigante il quale, guardandola, pare riconoscerla, lei lo uccide pugnalandolo. Il viaggio per Cipro risveglia i ricordi di Hercules e Morrigan: tutto iniziò dopo la sconfitta di Dahak, ormai Morrigan non aveva più bisogno di rimanere in Grecia, stava per tornare da Brigida in Irlanda, ma poi per gioco propose a Hercules di fare tappa a Cipro, i due decisero da andare lì, almeno per un giorno, in effetti fu in quel frangente che incontrarono Drayus e Havisha, quest'ultima era un sacerdotessa dell'Oracolo di Cipro, accettò la proposta di matrimonio di Drayus pronta a mettersi in viaggio con lui. Morrigan e Hercules trascorsero la notte a fare l'amore e lei gli propose di sposarla e di vivere insieme a Morrigan e Brigida in Irlanda, seppur impreparato a tale proposta Hercules accettò, ma il mattino dopo Morrigan sparì senza dargli una spiegazione (questo spiega l'ostilità che Hercules attualmente prova per lei). Drayus e Havisha vennero uccisi da dei briganti, uno di loro è quello che Havisha ha pugnalato, poi Havisha stana i suoi compagni e li uccide bruciandoli vivi. Hercules pretende una spiegazione da Morrigan, vuole capire per quale motivo lo lasciò, lei gli confessa che andò dall'Oracolo di Cipro per chiederle come sarebbe stato il loro matrimonio, l'Oracolo le spiegò che Morrigan e Brigida sarebbero state felici con Hercules al loro fianco, ma lui avrebbe sofferto perché la Grecia senza Hercules sarebbe stata condannata alla rovina, lui sarebbe stato accanto a Morrigan ma solo per senso del dovere. Morrigan ha capito che la Grecia ha bisogno di lui me è altrettanto vero che Hercules ha bisogno della Grecia. Havisha va nel tempio dell'Oracolo, è in collera con lei perché le aveva chiesto cosa ne sarebbe stata della sua vita se avesse accettato di sposare Drayus, l'Oracolo le disse che al fianco del suo promesso sposo lei sarebbe stata felice, ma si era astenuta dal rivelarle che sarebbero stati assassinati, è stata la rabbia per la sua ingiusta morte che le ha permesso di risorgere. L'Oracolo ammette che sapeva che sarebbero stati uccisi, non ha voluto dirglielo perché comunque era impossibile evitare il fato e non voleva che Havisha e Drayus trascorressero il poco tempo che era rimasto a entrambi nella paura dell'imminente morte. Havisha si appresta a uccidere l'Oracolo, ma interviene Hercules che affronta Havisha ma non è in grado di ucciderla in quanto lei di fatto è già morta. Hercules decide di non opporre resistenza, le dà anche il permesso di ucciderlo se lo desidera, ma le fa capire che tutti questi omicidi non faranno altro che contaminare il ricordo puro dell'amore che la legava a Drayus. Havisha capisce che Hercules ha ragione, poi appare lo spirito di Drayus che la prende per mano e i due scompaiono insieme, trovando la pace. L'Oracolo decide di ritirarsi, non intende più essere una figura profetica, aveva predetto che Havisha l'avrebbe uccisa e invece non è stato così, ora ha capito che il destino può essere cambiato e che dunque è insensato poter credere di prevedere il futuro quando invece esso può prendere ogni tipo di direzione. Morrigan è pronta a concedere a Hercules un'altra possibilità, è pronta vivere al suo fianco in Grecia ma lui pur amandola ancora capisce che Morrigan ama l'Irlanda quanto lui ama la Grecia, il loro è un amore senza futuro, ma Hercules ricorderà la notte trascorsa con Morrigan a Cipro come una delle più belle della sua vita.

## Hercules e l'accademia
- Titolo originale: The Academy
- Diretto da: Charlie Haskell
- Scritto da: Paul Robert Coyle

### Trama
Hercules e Giasone fanno una visita all'accademia dove in passato erano stati istruiti, con loro c'è anche Iolao il quale rivela che nella sua dimensione l'accademia era un posto dove i giovani erano istruiti alle arti oscure e l'Hercules malvagio frequentandola divenne un tiranno. Ad un tratto un gruppo di briganti, i cui volti sono coperti, attaccano Hercules, Iolao e Giasone ma i tre riescono a sconfiggerli. Hercules vede un tatuaggio sul torace di uno dei suoi aggressori che poi scappano via. Hercules e Giasone hanno notato che quei briganti avevano un tecnica di lotta acerba ma molto simile alla loro, chiaramente sono stati istruiti anche loro all'accademia. Una volta raggiunta l'accademia, Hercules e Giasone vengono trattati in maniera reverenziale data la loro fama di eroi, tra gli studenti dell'accademia conoscono Seska la quale rimane stranamente turbata all'arrivo di Giasone. Hercules scopre che il limite di età per l'iscrizione all'accademia è stato esteso anche ai fanciulli. Il decano decide di andarsene, ormai non riesce più a gestire gli studenti; Hercules capisce che il decano è stato aggredito dagli studenti e che questi sono diventati avidi e ossessionati dalla guerra e dal denaro, infatti la loro unica aspirazione è farsi assumere come mercenari. Hercules nota infatti che tutte le attività dedite all'istruzione sono state abolite, ormai i ragazzi vengono addestrati solo alla lotta, come se non bastasse l'accademia viene usata anche come deposito per le armi. Praticamente a comandare all'accademia è Zylus, uno studente arrogante e manipolatore, che ha al suo seguito una cerchia di fedeli. Hercules intuisce che sono stati gli studenti dell'accademia ad aggredire lui e i suoi amici poco prima. Poi arriva Lilith, amica di Giasone e Hercules ai tempi in cui frequentavano tutti e tre l'accademia, lei è stato il primo amore di Giasone, è evidente che tra loro c'è ancora dell'attrazione, lei lo lasciò per diventare un'amazzone. Lilith è venuta all'accademia per trovare sua figlia che si rivela essere Seska, a quel punto Lilith confessa a Giasone che Seska è stato il frutto del loro amore: Giasone è il padre di Seska. Sebbene Hercules fosse venuto all'accademia solo per una visita, decide di fare da istruttore agli studenti insieme a Lilith e Giasone mentre Iolao si occuperà di istruire i fanciulli, inoltre Hercules si disfa delle armi che erano custodite lì. Giasone è sorpreso, non aveva idea che lui e Lilith avessero avuto una figlia, quest'ultima gli spiega che Seska ha sempre saputo l'identità del padre, è lei che per sua scelta non ha mai voluto conoscerlo, infatti Seska non ha mai avvertito l'esigenza di avere un padre. Zylus decide di umiliare Giasone davanti alla figlia rivelandole che in passato lui era dipendente dagli alcolici, poi Giasone alla mensa inizia a barcollare a cade per terra, dando l'impressione che fosse ubriaco mettendo in imbarazzo Seska. Hercules ha capito che qualcuno ha drogato il cibo che Giasone stava mangiando (sono stati Zylus e i suoi fedeli). Hercules non tollerando più questi comportamenti, espelle Zylus e la sua cerchia dall'accademia, inoltre ha capito che era stato Zylus ad aggredirlo dal momento che ha riconosciuto il suo tatuaggio. Zylus e i suoi uomini fanno irruzione nell'accademia nel cuore della notte con l'intento di bruciarla, Iolao mette in salvo i bambini mentre Hercules, Giasone, Lilith e Seska sconfiggono gli uomini di Zylus. Quest'ultimo combatte contro Hercules riuscendo a metterlo un po' in difficoltà ma alla fine Hercules lo mette al tappeto con un pugno. Hercules affida l'accademia a Giasone il quale da ora sarà il nuovo decano, lui e Seska ormai si sono affezionati l'uno all'altra, inoltre è probabile che forse Giasone e Lilith un giorno potrebbero tornare insieme dato che quest'ultima afferma che verrà a trovarlo spesso.
- Guest star: Ryan Gosling (Zylus).

## Hercules e la sirena
- Titolo originale: Love on the Rocks
- Diretto da: Rick Jacobson
- Scritto da: Kevin Maynard

### Trama
Hercules cerca di istruire Iolao nell'arte del combattimento ma con risultati poco incoraggianti. Fa la sua comparsa Venere la quale affida a Hercules una missione, che lui preferisce svolgere senza l'aiuto di Iolao. Intanto la sirena Nautica, figlia del dio Tritone è sempre più stufa del comportamento possessivo del padre, lui vuole combinarle un matrimonio con un pretendente che a lei non piace, ha sempre desiderato conoscere il mondo degli uomini. Discordia, apparentemente con intenzioni gentili, aiuta Nautica a scappare e la trasforma in un'umana, mettendo in chiaro che se lei si bagnerà con dell'acqua tornerà a essere una sirena. Venere, in assenza di Hercules, decide di tenere lei compagnia a Iolao, il quale le confessa che non ha mai avuto la fortuna di incontrare una donna da amare. Alcuni briganti cercano di estorcere il denaro a dei mercanti, Iolao li affronta grazie a Venere che con i suoi poteri gli concede abbastanza forza da batterli. Nautica, vedendo Iolao combattere, rimasta affascinata dalla sua forza (ignara che lui ha sconfitto quei briganti solo grazie ai poteri di Venere) lo bacia attratta da lui, in effetti l'approccio di Nautica è molto diretto dal momento che non ha mai avuto esperienza con gli uomini. Iolao si innamora di lei dal momento in cui la vede, Nautica restando vicina a Iolao rimane catturata dalla sua personalità gentile e simpatica. Gli uomini che Iolao aveva affrontato lavorano per Brutus, il quale è uno dei protetti di Discordia, quest'ultima quando scopre che Iolao ha sconfitto i soldati i Brutus capisce che c'è qualcosa di strano dal momento che è consapevole che Iolao non è un combattente, non tarda a capire che è stata Venere ad aiutarlo. Discordia dà a Brutus il compito di rapire Nautica. Intanto Venere viene convocata da Tritone, chiedendole di riportare Nautica da lui. Venere ha notato che le temperature dell'acqua stanno diventando stranamente fredde, Tritone le rivela che quando Nautica era nata Nettuno diede al cuore della sirena il potere di controllare le temperature delle acque, ma se Nautica non torna nel mare le acque della Grecia congeleranno, è per questo che Tritone non le aveva mai permesso di abbandonare gli oceani, Nautica ignora questa verità. Adesso Venere ha capito che Discordia ha allontanato Nautica dall'oceano affinché i mari della Grecia congelassero. Venere spiega a Iolao che Nautica è una sirena e che deve tornare nel mare, purtroppo Brutus e i suoi uomini la rapiscono portandola nel loro covo. In suo aiuto intervengono Iolao e Venere, quest'ultima affronta Discordia ma durante le lotta distruggono un barile d'acqua che bagna Nautica, la quale torna a essere una sirena, e con la sua coda colpisce Brutus mettendolo al tappeto. Iolao, avendo imparato a padroneggiare le tecniche di lotta, sconfigge i briganti mentre Venere costringe Discordia a ritirarsi. Adesso che Nautica ha scoperto che rimanendo lontana dal mare esso congelerebbe, decide di tornare nel suo regno, lei e Iolao si salutano con un romantico bacio.

## Hercules, re Artù e Merlino
- Titolo originale: Once Upon a Future King
- Diretto da: Mark Beesley
- Scritto da: Gene O'Neill, Norren Tobin

### Trama
Nel Medioevo il conquistatore Artù Pendragon reclama il trono del regno di Camelot e infatti per consacrare la sua posizione di sovrano cerca di estrarre la spada incastonata nella roccia aiutato da Mab, la malvagia maga che è al suo servizio. Il mago Merlino mette ben in chiaro con Artù che lui non è pronto per diventare un sovrano dato che è un crudele sanguinario, ma quest'ultimo non intende ascoltarlo, e quando impugna la spada essa riporta indietro nel tempo di mille anni sia Artù che Mab. I due incontrano dei briganti e Artù sfida il loro capo in un duello uccidendolo con estrema facilità, prendendo lui il comando. Nel giro di poco Artù e Mab prendono il controllo della Bretagna, però Mab è della convinzione che Merlino possa rappresentare una minaccia, egli è un mago millenario e dunque deve esistere una sua versione più giovane nei paraggi. Infatti un giovane Merlino chiede a Hercules di seguirlo in Bretagna per aiutarlo a liberarla dal giogo di Artù, una volta arrivati al porto incontrano Morrigan, lei e Hercules si salutano con affetto, anche perché l'amore che li unisce non è mai svanito, è venuta in Bretagna per sconfiggere Artù temendo che il suo dominio possa espandersi anche in Irlanda. Merlino ha una visione: Artù un giorno diventerà un sovrano ben voluto dalla Bretagna, ciò può voler dire che nel profondo è un uomo nobile. Artù e Mab vanno in un lago e invocano la custode della spada chiedendole di offrire ad Artù Excalibur (la spada che Artù bramava prima di tornare indietro nel tempo). Benché la custode sia consapevole che Artù nascerà solo tra mille anni, decide di consegnargliela ugualmente in quanto Excalibur è destinata a lui. Artù e Mab attaccano Morrigan, Merlino e Hercules, quest'ultimo colpisce Artù con un violento calcio e gli sottrae Excalibur, intanto Mab usa la sua magia contro Merlino il quale, non essendo consapevole di essere un mago, usa i suoi poteri per difendersi. Mab comunque lo cattura e cerca di costringere Hercules a cederle Excalibur altrimenti ucciderà Merlino. Tuttavia Hercules si rifiuta di darle la spada, quindi Mab si limita ad andarsene sequestrando Merlino. Hercules non ci ha messo molto a capire che Mab e Artù vengono dal futuro. Dei briganti attaccano Hercules ma lui li sconfigge brandendo Excalibur constatando i suoi immensi poteri. Merlino è prigioniero di Mab la quale gli spiega che solo Excalibur può ucciderlo, lei è stata sua allieva ma non condivideva la visione di Merlino per cui i maghi devono essere delle guide invece che dei conquistatori. Artù riesce a rubare Excalibur a Hercules e la usa contro di lui, ma Hercules lo disarma per poi atterrarlo colpendolo con un calcio, Hercules fa capire ad Artù che i sovrano che cercano di governare con la tirannia creano solo regni che sono destinati a cadere e che il rispetto di un popolo non si ottiene con la soggiogazione. Hercules raggiunge la fortezza dove Mab tiene prigioniero Merlino, decide di mentirle facendole credere di aver ucciso Artù, e a quel punto Mab ammette che non le importa, del resto aveva usato Artù solo perché lui soltanto poteva reclamare Excalibur, ma poi Artù fa la sua comparsa, ha sentito tutto quanto, ora ha capito che Mab non è una persona di cui fidarsi. Mab con i suoi poteri anima una gigantesca armatura, Hercules con Excalibur taglia la mano destra del gigante, ma lui è comunque troppo forte, Morrigan cerca di uccidere Mab ma Merlino le impedisce di farlo dal momenti che lei è troppo potente e Morrigan non sarebbe capace di sconfiggerla. Merlino, usando i suoi poteri magici, colpisce Mab con un potente fascio di energia, atterrandola. Hercules, usando lo scudo dell'armatura gigante, lo lancia contro di essa decapitandola e l'armatura cade sopra Mab uccidendola. Artù fa ritorno nel castello dove Excalibur lo aveva portato indietro nel tempo, memore che la roccia dove la spada era incastonata si trovava proprio dove ora c'è il trono, quindi Hercules capisce che il trono è semplicemente la roccia dove la spada è destinata a essere sigillata, Hercules affonda la lama di Excalibur nella roccia. Artù ringrazia Hercules per avergli insegnato cosa sia realmente la nobiltà d'animo, Artù impugna la spada che lo riporta nel suo presente dove Merlino lo accoglie e i due si abbracciano. Morrigan torna in Irlanda, per lei e Hercules separarsi è difficile dal momento che si amano ancora, infine i due si salutano con bacio appassionato.
- Guest star: Neill Rea (Merlino), Sara Wiseman (Mab), Tim Faville (Artù).

## Hercules e l'invisibilità
- Titolo originale: Fade Out
- Diretto da: Charles Siebert
- Scritto da: Gerry Conway

### Trama
Discordia è arrabbiata dal momento che Deimos (il dio del terrore) è diventato il nuovo assistente di Marte ora che Strife è morto, infatti Discordia sperava di ottenere lei tale posizione, tra l'altro Deimos ha preparato un piano per eliminare Hercules. Quest'ultimo, accompagnato da Iolao, va in un villaggio dove alcuni degli abitanti stanno diventando invisibili, ormai vengono trattati come dei reietti dagli altri cittadini che considerano tutto ciò una sorta di maledizione divina. Hercules e Iolao scoprono che l'invisibilità è solo il primo passo, successivamente nel giro di un giorno le persone muoiono scomparendo nel nulla. Un anziano che abita nel villaggio cerca di fomentare tra gli abitanti l'odio per coloro che sono diventati invisibili, ma Hercules capisce che si tratta di Deimos e cerca di costringerlo con le cattive a dirgli quale maledizione sta condannando gli abitanti, ma Iolao lo scopre da solo infatti facendo una perlustrazione ha trovato una pietra luminosa, Hercules capisce che non è una pietra comune bensì l'occhio di Arge, egli era un ciclope ma Giove maledì lui e i suoi simili, i ciclopi sfidarono gli Dei e dunque Giove pietrificò i loro occhi, ma prima di morire i ciclopi lanciarono una maledizione sui loro stessi occhi pietrificati, condannando all'invisibilità coloro che li avrebbero trovati. Deimos ha fatto in modo che l'occhio di Arge fosse trovato in una cava lì vicino e che gli abitanti del villaggio se ne impadronissero inconsapevolmente, l'esposizione prolungata all'occhio del ciclope ha fatto sì che alcuni abitanti diventassero invisibili. Hercules conosce il modo per salvarli: un'altra persona deve farsi maledire al loro posto, e il solo modo per farlo è quello di distruggere l'occhio del ciclope, Hercules pur di salvare quelle persone distrugge l'occhio di Arge e diventa invisibile, questo permette agli abitanti del villaggio di tornare visibili, ora sono fuori pericolo. Hercules a breve scomparirà, ma dato che Deimos nella cava ha trovato l'occhio di un ciclope, è probabile che proprio lì ce ne siano altri. Hercules e Iolao vanno alla cava, ma Deimos convince alcuni abitanti del villaggio a ostacolarli, tuttavia Hercules grazie all'invisibilità li sconfigge facilmente. Marte è arrabbiato con Deimos dato che Hercules non è scomparso nei tempi stabiliti, secondo Deimos ciò è dovuto al fatto che Hercules è per metà una divinità e dunque l'occhio del ciclope impiega più tempo ad agire. Discordia si offre di aiutare Hercules e Iolao dato che se il piano di Deimos avesse successo quest'ultimo diverrebbe realmente l'assistente di Marte, e lei non può permetterlo. Hercules accetta il suo aiuto benché Iolao nutra dell'astio contro di lei per il brutto ruolo che Discordia aveva avuto con quello che successe con Nautica. Hercules, Iolao e Discordia raggiungono la cava e trovano due occhi di ciclope ma affinché Hercules torni visibile qualcuno deve distruggere uno dei due occhi a farsi maledire al suo posto. Gli uomini che prima Hercules aveva sconfitto cercano di uccidere lui e Iolao facendo cadere addosso a entrambi delle pietre, è Deimos a guidarli, ma Discordia gli mette in mano un occhio di ciclope e poi colpisce Deimos, così lui fa cedere per terra l'occhio di ciclope che lo rende invisibile, tuttavia Deimos fa in modo che la maledizione colpisca anche Discordia. In compenso Hercules torna visibile, ora non rischia di più di morire, e sconfigge gli uomini che prima avevano cercato di ucciderlo. Per fare in modo che Discordia e Deimos tornino visibili è necessario che un'altra persona venga maledetta al loro posto distruggendo un altro occhio di ciclope. Interviene Marte che cerca di fare del male a Iolao, ma Hercules lo affronta, Marte lo mette in difficoltà ma Hercules riesce ad avere il sopravvento, a quel punto Marte gli lancia contro delle pietre che Hercules riesce a deviare con un'asse di legno, a Iolao viene un'idea e dà a Marte il secondo occhio di ciclope che lui scaglia contro Hercules, quest'ultimo riesce a schivarlo e l'occhio di ciclope colpisce una parete rocciosa frantumandosi, quindi Marte diventa invisibile al contrario di Discordia e Deimos che tornano a essere visibili. Discordia si diverte a torturare Deimos mentre Hercules dopo questa avventura capisce che Iolao ormai è perfettamente capace di essere per lui un valido aiuto avendo dimostrato di saper gestire una situazione difficile.
- Guest star: Kevin Smith (Ificle), Michael Hurst (Iolao 2), Kevin Smith (Marte), Meighan Desmond (Discordia).
- Altri interpreti: Lionel Wickliffe (Adolescente), Joel Tobeck (Deimos).

## Hercules e la promessa sposa
- Titolo originale: My Best Girl's Wedding
- Diretto da: Andrew Merrifield
- Scritto da: Gerry Conway

### Trama
Mentre Iolao e Hercules pescano, quest'ultimo ha notato che il suo amico è assorto nel propri pensieri, per quanto si sforzi non riesce a dimenticare Nautica. Dei pirati, la cui nave è appena attraccata al porto, infastidiscono un uomo, Hercules e Iolao li affrontano ma lo scontro viene interrotto dal capitano dei pirati, ovvero Lysacka, il quale è di buon umore dal momento che a breve si sposerà, mostrando a tutti la sua promessa sposa, con grande sorpresa si rivela essere Nautica nella sua forma umana. Iolao cerca di avvicinarsi a lei ma Nautica preferisce tenerlo a distanza. Hercules invoca Venere, lui e Iolao le chiedono una spiegazione, in effetti anche lei è confusa, era stata Nautica a chiederle di trasformarla in un'umana in modo che potesse sposare Lysacka oltre al fatto che aveva chiesto a Venere di intercedere per lei con Nettuno in modo che quest'ultimo annullasse il sortilegio che prevedeva il congelamento degli oceani nel caso Nautica si fosse allontanata dal mare. Hercules decide di andare da Tritone sperando che lui chiarisca la faccenda, ma durante il tragitto vede dei banditi aggredire una donna, Hercules li sconfigge solo per scoprire che la donna che lui ha appena salvato è Serena, colei che Hercules aveva sposato nell'altra linea temporale (Le nozze di Hercules). Serena non ha memoria dell'amore che univa lei e Hercules, lo conosce solo di fama, suo marito si è perso negli oceani e lei vuole fare visita a Tritone per chiedergli di riportarlo da lei. Iolao tenta di tutti i modi di avvicinarsi a Nautica ma lei stranamente non vuole ascoltarlo, a quanto pare è decisa a sposare Lysacka. Hercules e Venere vanno da Tritone constatando che lui è praticamente in fin di vita, Lysacka gli ha rubato il suo tridente il cui potere alimenta la forza vitale di Tritone, infatti Nautica ha accettato di sposare Lysacka a patto che quest'ultimo restituisca il tridente a Tritone, ma il suo è un sacrificio unitile dal momento che Nautica con conosce tutta la verità: Tritone spiega a Hercules e Venere che quando il tridente viene toccato da un essere umano, esso perde definitivamente tutto il suo potere, di conseguenza anche se gli venisse restituito non servirebbe a nulla e non rianimerà la forza vitale di Tritone. Gli oceani sono legati a Tritone, e quando lui morirà sparirà la vita dai mari e ciò condannerà alla rovina anche gli uomini. Hercules non ritiene che sia tutto perduto, Tritone ricevette il tridente dal padre Nettuno ma a crearlo furono i Cabiri e dunque loro possono crearne un altro. Venere mette in guardia Hercules, i Cabiri sono esseri che incarnano le forze della natura, sono ancora più antichi delle divinità, chiedere il loro aiuto non sarà facile dato che non comunicano con nessuno, nemmeno con gli Dei. Nautica e Lysacka si apprestano a sposarsi ma Iolao si finge il cerimoniere parlando con Nautica spiegandole che Venere gli ha riferito che il tridente rubato da Lysacka in ogni caso non può più salvare Tritone dalla sua imminente morte. Nautica si rifiuta di sposare Lysacka ora che ha capito che quest'ultimo non può salvare Tritone, dunque Lysacka decide di condannare a morte sia Nautica che Iolao. Hercules e Serena vanno nel tempio dei Cabiri, ormai Serena stando sempre più vicina a Hercules avverte sempre con più intensità la sensazione che già lo conosceva, ad un tratto i Cabiri scagliano dei fulmini contro Hercules e Serena che però riescono a salvarsi. Serena, istintivamente bacia Hercules con passione e riaffiorano dei ricordi sulla loro storia d'amore, è evidente che nel profondo si amano ancora, ma poi Serena con imbarazzo gli porge le sue scuse. Hercules e Venere entrano nel tempio ma i Cabiri non appaiono, a quel punto Hercules inizia a distruggere le colonne portanti del tempio sperando di provocare i Cabiri, per Venere è sempre più evidente che suo fratello non sta facendo tutto questo per Iolao e Nautica, ma per Serena. Un cabiro fa la sua apparizione, a quel punto Venere e Hercules gli chiedono un altro tridente per Tritone, benché Hercules non abbia mai avuto stima per gli Dei deve salvare Tritone la cui morte comporterebbe la rovina degli oceano e la fine del genere umano. Il cabiro è consapevole che Serena in un'altra linea temporale era la moglie di Hercules, facendogli tenere presente che se Tritone aiutasse il marito di Serena a tornare da lei Hercules la perderebbe per sempre, anche perché è ovvio che Hercules ancora adesso soffre per non averla al suo fianco. Hercules mette in chiaro che dopo aver salvato Serena con la pietra di Cronos aveva già accettato di perderla pur di darle una vita felice, dopo queste parole il cabiro fa dono a Venere e Hercules di nuovo tridente. Hercules incarica Venere di consegnare il tridente a Tritone e di chiedere a quest'ultimo di riportare il marito di Serena dalla moglie, ma Venere accetta a patto che Hercules trovi il coraggio di confessare a Serena che lui era stato suo marito. Hercules non mantiene la promessa, limitandosi a separarsi definitivamente da Serena dopo averla rassicurata sul fatto che Tritone riporterà suo marito da lei. Lysacka si prepara a far impiccare Iolao e Nautica, ma in loro aiuto interviene Hercules che sconfigge facilmente Lysacka e i suoi uomini. Nautica ha deciso di vivere come umana al fianco di Iolao, ma quest'ultimo non può accettarlo sapendo che la sua amata non sarebbe mai capace di integrarsi nel mondo degli uomini. Venere, su consiglio di Hercules, trasforma Iolao in una sirena così lui e Nautica potranno stare insieme per sempre vivendo nell'oceano. Iolao dice addio a Hercules riconoscendo in lui il suo migliore amico affermando che il poco tempo trascorso al fianco di Hercules in questo mondo è stato molto più importante di tutti gli anni vissuti nella propria dimensione. Hercules, guardando Nautica e Iolao insieme, capisce quanto per lui sia stato doloroso dover rinunciare per sempre a Serena.

## Hercules e i cavalieri dell'Apocalisse
- Titolo originale: Revelations
- Diretto da: Bruce Campbell
- Scritto da: George Strayton, Tom O'Neill

### Trama
Hercules sogna un uomo che invoca quattro cavalieri poi una bambina lo sveglia chiedendogli di salvare la sorella, sta per essere uccisa come sacrificio a Marte per ottenere la grazia di quest'ultimo in vista di una guerra. Hercules salva la ragazza dal sacrificio, appare Marte che afferma che questa guerra non è stata orchestrata da lui. Colui che Hercules aveva sognato trova una lastra di pietra nella terra e evoca un cavaliere il quale scatena una battaglia sanguinaria tra due plotoni militari benché le due fazioni volessero stabilire una tregua, nessuno sopravvive al conflitto. Hercules vede più volte il volto di Iolao nelle superfici riflettenti finché quest'ultimo non riappare davanti ai suoi occhi riemergendo da un piccolo stagno. Hercules è incredulo, Iolao gli spiega che il mondo è in pericolo, quando Iolao è morto nella battaglia contro Dahak il suo spirito è stato scelto per servire la Luce, in effetti non dovrebbe essergli permesso di interagire con il mondo dei vivi, ha trovato il modo di ritornare temporaneamente in vita. Iolao spiega a Hercules che sta per abbattersi sul mondo l'Apocalisse che segnerà la fine del genere umano, un custode della Luce, ovvero Michele, vuole evocare i quattro cavalieri, coloro che in passato erano stati i primi custodi della Luce, ma poi si ribellarono e la Luce per punirli li sigillò in quattro lastre di pietra. Ma ora le cose sono cambiare, la Luce ritiene che l'umanità non merita di esistere per via della sua condotta dissennata, quindi ha mandato Michele a liberare i quattro cavalieri (Guerra, Carestia, Pestilenza e Morte) e una volta che saranno tutti svincolati dal loro sigillo l'Apocalisse avrà inizio. Il primo cavaliere liberato da Michele è Guerra, poi il secondo sigillato in una lastra di pietra trovata nell'acqua viene liberato anch'esso da Michele, si tratta di Carestia. Quando Marte viene a sapere da Hercules e Iolao che Michele minaccia il mondo, decide di fermarlo. Hercules e Iolao affrontano una conversazione piuttosto controversa, perché quest'ultimo pur riconoscendo che Michele sta esagerano nel voler distruggere gli uomini in parte capisce il suo punto di vista dato che l'umanità è irrimediabilmente corrotta, anche se Iolao è pronto ad aiutare Hercules a fermare Michele è comunque della convinzione che l'Apocalisse potrebbe rappresentare non solo la fine ma anche un nuovo inizio. Iolao mette in guardia Hercules, perché Michele è più potente di qualunque cosa loro due abbiano affrontato finora. Michele all'interno di un tornado trova la terza lastra di pietra e da essa libera Pestilenza. Marte affronta Michele e i cavalieri ma lo sconfiggono facilmente, Michele infatti afferma che Marte non è una minaccia per lui dal momento che è solo una piccola divinità. Marte offre a Iolao e Hercules il suo aiuto, loro due decidono di fare fronte comune con lui vista l'emergenza. Hercules, dato che Michele ha liberato Guerra, Carestia e Pestilenza dagli elementi naturali, rispettivamente terra, acqua e vento, deduce che l'ultimo cavaliere che scatenerà l'Apocalisse verrà liberato dal fuoco, raggiungono quindi la cima di un vulcano e infatti è lì che Michele intende liberare Morte dalla lastra di pietra. Michele cerca di convincere Hercules a diventare un servo della Luce, altrimenti sarà condannato all'oblio una volta che l'Apocalisse sarà giunta. Hercules non intende voltare le spalle agli uomini, anche se hanno commesso tante colpe lui sarà sempre devoto al genere umano. Hercules tenta di impedire a Michele di liberare Morte, ma non riesce a nemmeno ad avvicinarsi a lui per quanto Michele è potente, quest'ultimo dalla lastra di pietra libera Morte, dandogli il compito di uccidere Iolao il quale li ha traditi. Hercules pur di salvare l'amico si getta contro Morte e con lui cade nel magma morendo. Hercules e Iolao ad un tratto si trovano al cospetto di Michele nel regno della Luce, non è mai stata intenzione di Michele scatenare l'Apocalisse, voleva solo mettere alla prova le persone e il fatto che Hercules abbia sacrificato la sua vita per proteggere Iolao è la prova che la loro amicizia può ancora salvare il destino degli umani, quindi decide di riportarli entrambi in vita, sebbene Michele avrebbe voluto che Hercules diventasse un custode della Luce, ha capito che lui può servire meglio le forze del bene stando accanto agli uomini. Hercules e Iolao tornano in vita, felici di poter ancora stare insieme, anche Marte ammette che in fondo è soddisfatto di vedere i due amici di nuovo uniti, Hercules confessa a Marte che è fiero di lui, infatti Marte gli aveva promesso che lo avrebbe aiutato e ha mantenuto la parola.
- Guest star: Charles Mesure (Arcangelo Michele).